# Niort
Pour les articles homonymes, voir Niort (homonymie).
Niort est une commune du Centre-Ouest de la France, chef-lieu du département des Deux-Sèvres en région Nouvelle-Aquitaine.
La ville est le siège de la communauté d'agglomération du Niortais, regroupant quarante communes et 121 642 habitants (2019).
Au 1er janvier 2020, elle est la commune-centre de l’aire d'attraction de Niort qui comprend 91 communes réparties sur les Deux-Sèvres, la Vendée (sept communes) et la Charente-Maritime (deux communes) et qui totalise 178 156 habitants (2019).
Niort fait partie intégrante du parc naturel régional du Marais poitevin, vaste zone humide répartie sur les trois départements de  Charente-Maritime, des Deux-Sèvres et de Vendée. Elle en constitue d'ailleurs la porte d'entrée orientale grâce à la Sèvre niortaise. Elle est ainsi la commune la plus peuplée de France à être intégrée dans un parc naturel régional.
Niort est un centre commercial et logistique important à la croisée des autoroutes A10 et A83 dont l’économie repose principalement sur le secteur tertiaire (assurances, banques, assistance, entreprises de services numériques, cabinets de conseils et juridiques, vente par correspondance…). La ville est célèbre pour accueillir notamment le siège des principales mutuelles d'assurance françaises, et est considérée à ce titre comme l'une des capitales françaises de l'économie sociale. La ville abrite, par ailleurs, quelques industries, principalement actives dans les domaines de l’aéronautique (Safran, Leach International (en)) et de la chimie, telles que Kraton Chemical (anciennement Arizona Chemical).
Selon la Banque de France, ces différentes activités font de Niort la quatrième place financière française, en termes d'échanges de flux financiers, derrière Paris, Lyon et Lille. Niort se situe au septième rang sur cinquante (aires urbaines équivalentes) en ce qui concerne les emplois supérieurs.

## Géographie

### Situation

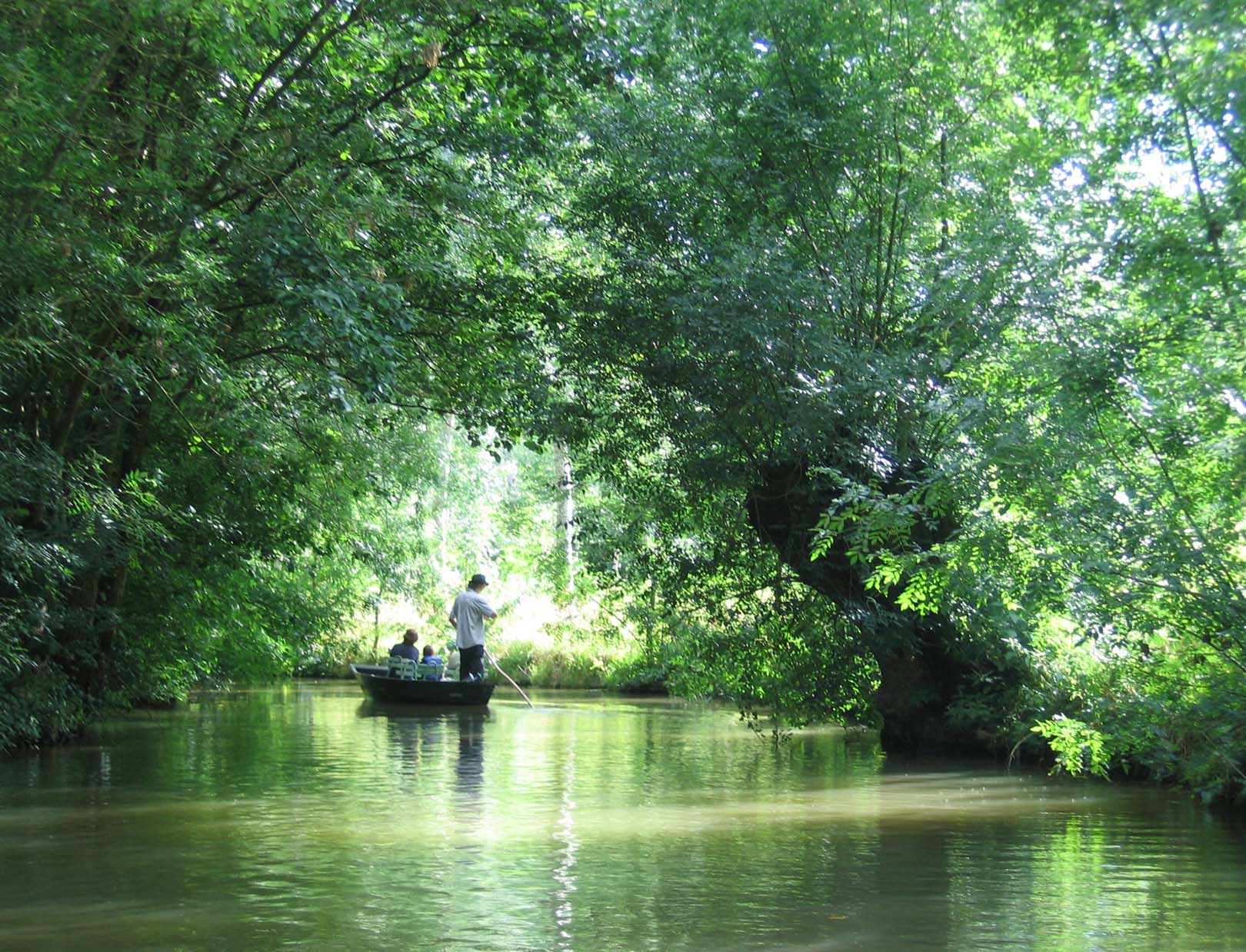
Le marais poitevin.

La ville est située au sud-ouest du département des Deux-Sèvres, sur les rives de la Sèvre Niortaise, aujourd'hui aménagées en coulée verte. En bordure du marais mouillé, également appelé la Venise verte, Niort est la principale porte d'entrée du Marais poitevin.
La ville est l'une des cités majeures du Poitou historique.
La ville est située dans une plaine riche et fertile, au sud de la Gâtine du Bas-Poitou.
Localisée sur un point de passage important entre le Sud-Ouest, la Bretagne et le Nord de la France, elle est au contact de plusieurs pays du Poitou, de l'Aunis et de la Saintonge.
Située à 50 km de l'océan Atlantique à vol d’oiseau, Niort jouit d'un ensoleillement annuel d'environ 2 000 heures par an.

#### Distances entre Niort et quelques villes

##### Dans le département
- Saint-Maixent-l'École : 25 km
- Melle : 27 km
- Parthenay : 41 km
- Bressuire : 64 km
- Thouars : 81 km

##### Dans la région Nouvelle-Aquitaine
- Rochefort : 60 km
- La Rochelle : 62 km
- Saintes : 70 km
- Poitiers : 77 km
- Cognac : 80 km
- Royan : 100 km
- Châtellerault : 110 km
- Angoulême : 110 km
- Limoges : 162 km
- Bordeaux : 186 km

##### Au-delà de la région nouvelle aquitaine
- Nantes : 150 km
- La Roche-sur-Yon : 91 km
- Angers : 164 km
- Tours : 183 km
- Orléans : 295 km
- Paris : 410 km

### Communes limitrophes
| Saint-Rémy    | Sciecq, Échiré   | Saint-Gelais, Chauray |
| Coulon, Magné | Niort            | Vouillé               |
| Bessines      | Saint-Symphorien | Aiffres               |

### Climat
Le climat qui caractérise la commune est qualifié, en 2010, de « climat océanique franc », selon la typologie des climats de la France qui compte alors huit grands types de climats en métropole. En 2020, la commune ressort du type « climat océanique » dans la classification établie par Météo-France, qui ne compte désormais, en première approche, que cinq grands types de climats en métropole. Ce type de climat se traduit par des températures douces et une pluviométrie relativement abondante (en liaison avec les perturbations venant de l'Atlantique), répartie tout au long de l'année avec un léger maximum d'octobre à février.
Les paramètres climatiques qui ont permis d’établir la typologie de 2010 comportent six variables pour les températures et huit pour les précipitations, dont les valeurs correspondent à la normale 1971-2000. Les sept principales variables caractérisant la commune sont présentées dans l'encadré ci-après.
| Paramètres climatiques communaux sur la période 1971-2000 - Moyenne annuelle de température : 12,2 °C - Nombre de jours avec une température inférieure à −5 °C : 1,9 j - Nombre de jours avec une température supérieure à 30 °C : 6,6 j - Amplitude thermique annuelle : 14,3 °C - Cumuls annuels de précipitation : 855 mm - Nombre de jours de précipitation en janvier : 12,1 j - Nombre de jours de précipitation en juillet : 6,7 j |

Avec le changement climatique, ces variables ont évolué. Une étude réalisée en 2014 par la Direction générale de l'Énergie et du Climat complétée par des études régionales prévoit en effet que la  température moyenne devrait croître et la pluviométrie moyenne baisser, avec toutefois de fortes variations régionales. La station météorologique de Météo-France installée sur la commune et mise en service en 1958 permet de connaître en continu l'évolution des indicateurs météorologiques. Le tableau détaillé pour la période 1981-2010 est présenté ci-après.
La température moyenne annuelle évolue de 12,5 °C pour la période 1971-2000 à 12,5 °C pour 1981-2010, puis à 12,8 °C pour 1991-2020.
| Mois                                  | jan.           | fév.             | mars           | avril         | mai             | juin           | jui.           | août           | sep.           | oct.            | nov.          | déc.             | année    |
| ------------------------------------- | -------------- | ---------------- | -------------- | ------------- | --------------- | -------------- | -------------- | -------------- | -------------- | --------------- | ------------- | ---------------- | -------- |
| Température minimale moyenne (°C)     | 2,4            | 2,3              | 4              | 5,7           | 9,4             | 12,4           | 14,3           | 14             | 11,6           | 9,3             | 5,1           | 2,9              | 7,8      |
| Température moyenne (°C)              | 5,5            | 6,1              | 8,7            | 10,9          | 14,7            | 18             | 20,2           | 20,1           | 17,2           | 13,6            | 8,6           | 5,9              | 12,5     |
| Température maximale moyenne (°C)     | 8,5            | 10               | 13,4           | 16            | 20              | 23,7           | 26,1           | 26,1           | 22,9           | 18              | 12,2          | 8,9              | 17,2     |
| Record de froid (°C) date du record   | −16 17.01.1987 | −13,3 05.02.1963 | −10,7 01.03.05 | −4,8 07.04.08 | −1,6 03.05.1979 | 3,1 04.06.1975 | 5,1 06.07.1965 | 4,4 30.08.1986 | 2,5 21.09.1960 | −3,3 30.10.1997 | −7 21.11.1993 | −10,5 31.12.1996 | −16 1987 |
| Record de chaleur (°C) date du record | 17 31.01.1966  | 24,3 27.02.19    | 25,5 20.03.05  | 29,8 30.04.05 | 32,4 26.05.17   | 40,1 18.06.22  | 41 18.07.22    | 40,1 09.08.03  | 36,6 04.09.23  | 30 03.10.11     | 22,9 08.11.15 | 19,2 16.12.1989  | 41 2022  |
| Ensoleillement (h)                    | 78             | 106              | 157,7          | 180,1         | 215             | 243,2          | 251            | 247,5          | 203,2          | 133             | 90,2          | 75,4             | 1 980,3  |
| Précipitations (mm)                   | 84,4           | 66,1             | 63,8           | 71,3          | 69,9            | 59,2           | 55,5           | 50,3           | 60,5           | 96,8            | 93,2          | 96,2             | 867,2    |

### Voies de communication et transports

#### Transports routiers
Niort est située à proximité de l'échangeur entre l'A10 et l'A83. La ville est desservie par les sorties d'autoroutes suivantes :
- A83 vers Nantes (section de l'autoroute des Estuaires via Rennes et Rouen) :
  -  10 : Niort-Nord, Parthenay, Bressuire,
  -  11 : Niort-Est, Saint-Maixent-l'École ;
- A10 vers Paris (via Tours et Orléans) ou vers Bordeaux (section de l'autoroute des Estuaires, reliant Calais à Bayonne) :
  -  32 : Niort-Centre, Limoges,
  -  33 : Niort-Sud, La Rochelle, Rochefort, Prin-Deyrançon par RN 248 et RN 11 E601.

Niort est également traversée par la RN11 vers Poitiers et vers La Rochelle, section sur laquelle elle se transformera en future A810.
Enfin, une liaison autoroutière vers l'est, jonction entre l'A10 et l'A20 à Limoges, est également projetée et a été actée le 6 décembre 2005 par l'État.

#### Transports ferroviaires

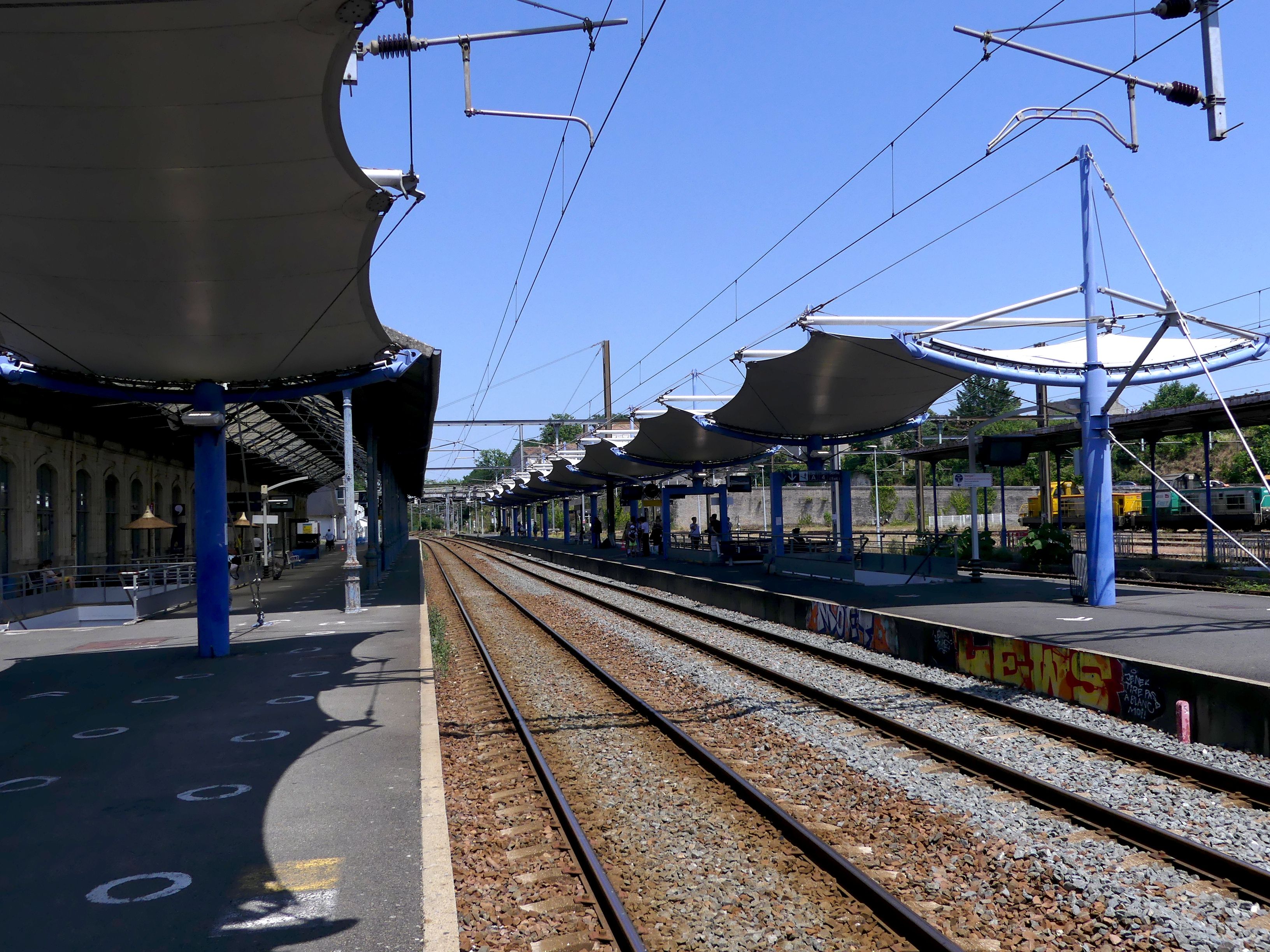
Quais de la gare de Niort.

- TGV : gare de Niort à deux heures de Paris (via Poitiers) et Tours/Saint-Pierre-des-Corps ou 35 min de La Rochelle ;
- TER Nouvelle-Aquitaine : gare de Niort vers Poitiers, Royan et La Rochelle ;
- Gare de triage de Niort-Saint-Florent.

| Ligne | Caractéristiques               | Caractéristiques               | Caractéristiques               | Caractéristiques                  | Caractéristiques               | Caractéristiques               | Caractéristiques               | Caractéristiques               | Caractéristiques               |
| ----- | ------------------------------ | ------------------------------ | ------------------------------ | --------------------------------- | ------------------------------ | ------------------------------ | ------------------------------ | ------------------------------ | ------------------------------ |
| L14   | POITIERS ↔ Niort ↔ LA ROCHELLE | POITIERS ↔ Niort ↔ LA ROCHELLE | POITIERS ↔ Niort ↔ LA ROCHELLE | POITIERS ↔ Niort ↔ LA ROCHELLE    | POITIERS ↔ Niort ↔ LA ROCHELLE | POITIERS ↔ Niort ↔ LA ROCHELLE | POITIERS ↔ Niort ↔ LA ROCHELLE | POITIERS ↔ Niort ↔ LA ROCHELLE | POITIERS ↔ Niort ↔ LA ROCHELLE |
| D14   | POITIERS ↔ Niort ↔ LA ROCHELLE | POITIERS ↔ Niort ↔ LA ROCHELLE | POITIERS ↔ Niort ↔ LA ROCHELLE | POITIERS ↔ Niort ↔ LA ROCHELLE    | POITIERS ↔ Niort ↔ LA ROCHELLE | POITIERS ↔ Niort ↔ LA ROCHELLE | POITIERS ↔ Niort ↔ LA ROCHELLE | POITIERS ↔ Niort ↔ LA ROCHELLE | POITIERS ↔ Niort ↔ LA ROCHELLE |
|       | Longueur 144,9 km              | Durée 1 h 40                   | Nb. arrêts 15                  | Soirée / Dimanche - Férié · Non / | Horaires 6 h 00 - 19 h 36      | Réseau TER Nouvelle-Aquitaine  |                                |                                |                                |
| L17   | NIORT ↔ Saintes ↔ ROYAN        | NIORT ↔ Saintes ↔ ROYAN        | NIORT ↔ Saintes ↔ ROYAN        | NIORT ↔ Saintes ↔ ROYAN           | NIORT ↔ Saintes ↔ ROYAN        | NIORT ↔ Saintes ↔ ROYAN        | NIORT ↔ Saintes ↔ ROYAN        | NIORT ↔ Saintes ↔ ROYAN        | NIORT ↔ Saintes ↔ ROYAN        |
| D17   | NIORT ↔ Saintes ↔ ROYAN        | NIORT ↔ Saintes ↔ ROYAN        | NIORT ↔ Saintes ↔ ROYAN        | NIORT ↔ Saintes ↔ ROYAN           | NIORT ↔ Saintes ↔ ROYAN        | NIORT ↔ Saintes ↔ ROYAN        | NIORT ↔ Saintes ↔ ROYAN        | NIORT ↔ Saintes ↔ ROYAN        | NIORT ↔ Saintes ↔ ROYAN        |
|       | Longueur 111,12 km             | Durée 2 h 05                   | Nb. arrêts 12                  | Soirée / Dimanche - Férié · Non / | Horaires 5 h 55 - 19 h 26      | Réseau TER Nouvelle-Aquitaine  |                                |                                |                                |

#### Transports urbains

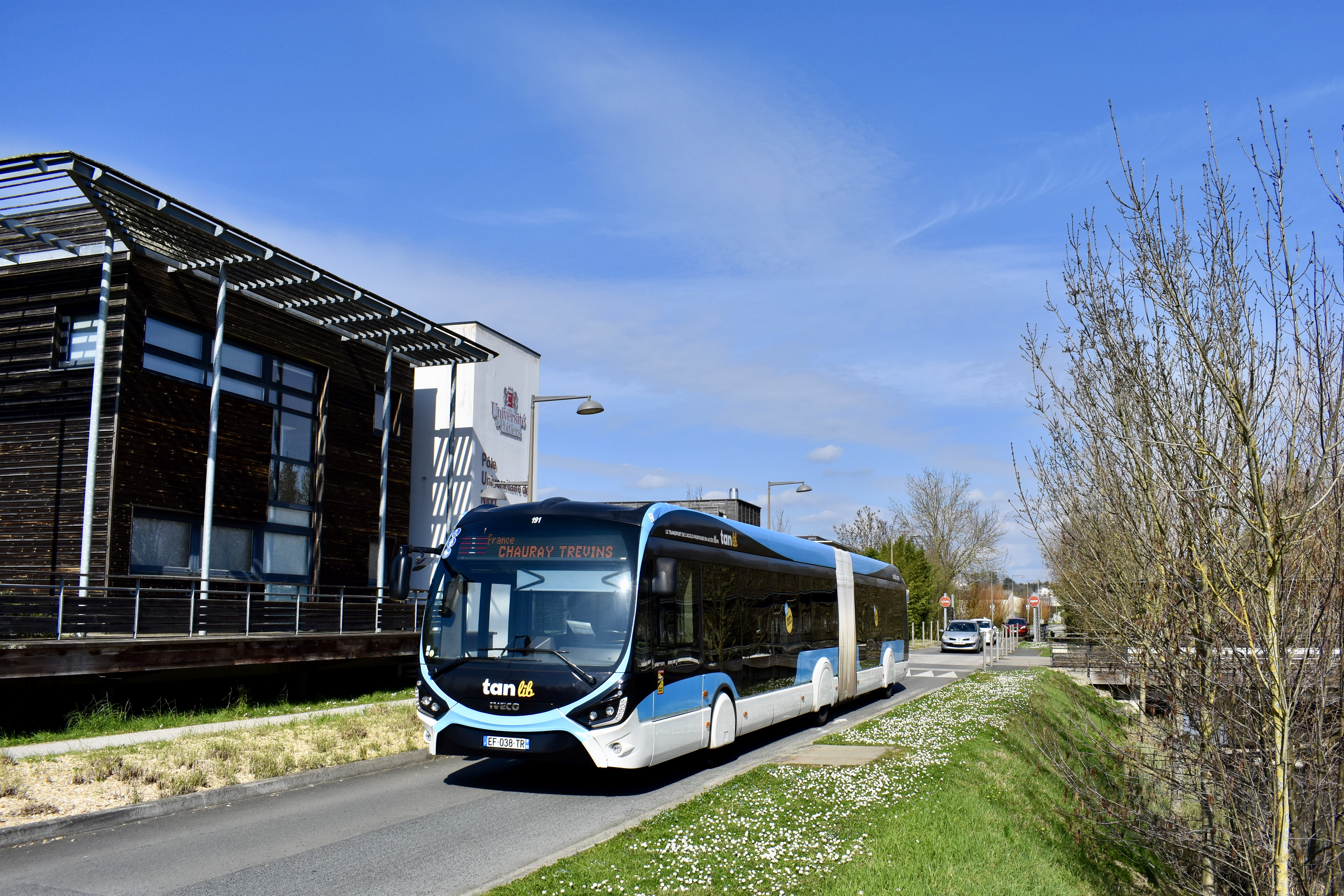
Bus urbain de Niort.

Tanlib, le réseau de transports publics de Niort Agglo, exploités par délégation de service public par la société Transdev, gère dix lignes urbaines, sept lignes péri-urbaines et deux lignes de navettes électriques en centre-ville depuis la mise en place du nouveau réseau le 1er juillet 2017.
Depuis le 1er septembre 2017, le réseau Tanlib est disponible gratuitement pour tous. Ce réseau vise à relier toutes les communes de l'agglomération, avec comme nœuds principaux les pôles d'échanges de La Brèche, de la Gare SNCF, du Pôle Atlantique et des Abattoirs, ainsi qu'aux abords des collèges François Rabelais, Pierre et Marie Curie, et des lycées de La Venise verte, Paul-Guérin, Gaston-Barré, Thomas-Jean Main, Gaston-Chaissac.

#### Transport aérien
L'aéroport Niort-Vouillé est utilisé pour l’aviation, pour desservir le marais poitevin, le fret, le transport sanitaire, des exercices de l'armée de l'air, ainsi que pour la pratique d’activités de loisirs et de tourisme (aviation légère, parachutisme et aéromodélisme) puis aussi des transports.

#### Déplacements à vélo
Située dans le parc naturel régional du Marais poitevin, la ville bénéficie de nombreux chemins propices aux déplacements à vélo et est traversée par la Vélo Francette.
Institué en 2017, le Baromètre des villes cyclables est une enquête bisannuelle évaluant l'indice de satisfaction des usagers en France ; sur une échelle allant de 1 à 6, il leur est demandé de noter leur sentiment de sécurité, le confort de déplacement, les aménagements cyclables (piste et bande cyclable, sas vélo, double-sens cyclable, cédez-le-passage cycliste au feu…) et les possibilités de stationnement, comme les arceaux à vélo ; d'autres éléments sont pris en compte, tels que la place allouée aux cycles dans les transports en commun, la politique municipale de promotion du vélo comme mode de transport, la présence d'un magasin ou d'un atelier vélo solidaire et participatif, la location, le libre-service, etc. Le classement va de « A+ » (excellent) à « G » (très défavorable).
En 2017, Niort se classe en « E », avec une note globale de 2,94.
En 2019, malgré une participation bien plus forte, Niort se positionne toujours en « E », avec une note globale pratiquement identique de 2,95.
L'enquête 2021 a été close le 30 novembre 2021 et ses résultats seront connus en février 2022. En 2022, Niort obtient la note globale de 2,96.

## Urbanisme

### Typologie
Au 1er janvier 2024, Niort est catégorisée centre urbain intermédiaire, selon la nouvelle grille communale de densité à sept niveaux définie par l'Insee en 2022.
Elle appartient à l'unité urbaine de Niort, une agglomération intra-départementale regroupant quatre  communes, dont elle est ville-centre,,. Par ailleurs la commune fait partie de l'aire d'attraction de Niort, dont elle est la commune-centre,. Cette aire, qui regroupe 91 communes, est catégorisée dans les aires de 50 000 à moins de 200 000 habitants,.

### Occupation des sols
L'occupation des sols de la commune, telle qu'elle ressort de la base de données européenne d’occupation biophysique des sols Corine Land Cover (CLC), est marquée par l'importance des territoires agricoles (52,5 % en 2018), en diminution par rapport à 1990 (57,1 %). La répartition détaillée en 2018 est la suivante : 
terres arables (35,3 %), zones urbanisées (29,8 %), zones industrielles ou commerciales et réseaux de communication (13,8 %), prairies (8,6 %), zones agricoles hétérogènes (8,6 %), forêts (2,3 %), espaces verts artificialisés, non agricoles (1,2 %), mines, décharges et chantiers (0,4 %). L'évolution de l’occupation des sols de la commune et de ses infrastructures peut être observée sur les différentes représentations cartographiques du territoire : la carte de Cassini (XVIIIe siècle), la carte d'état-major (1820-1866) et les cartes ou photos aériennes de l'IGN pour la période actuelle (1950 à aujourd'hui).

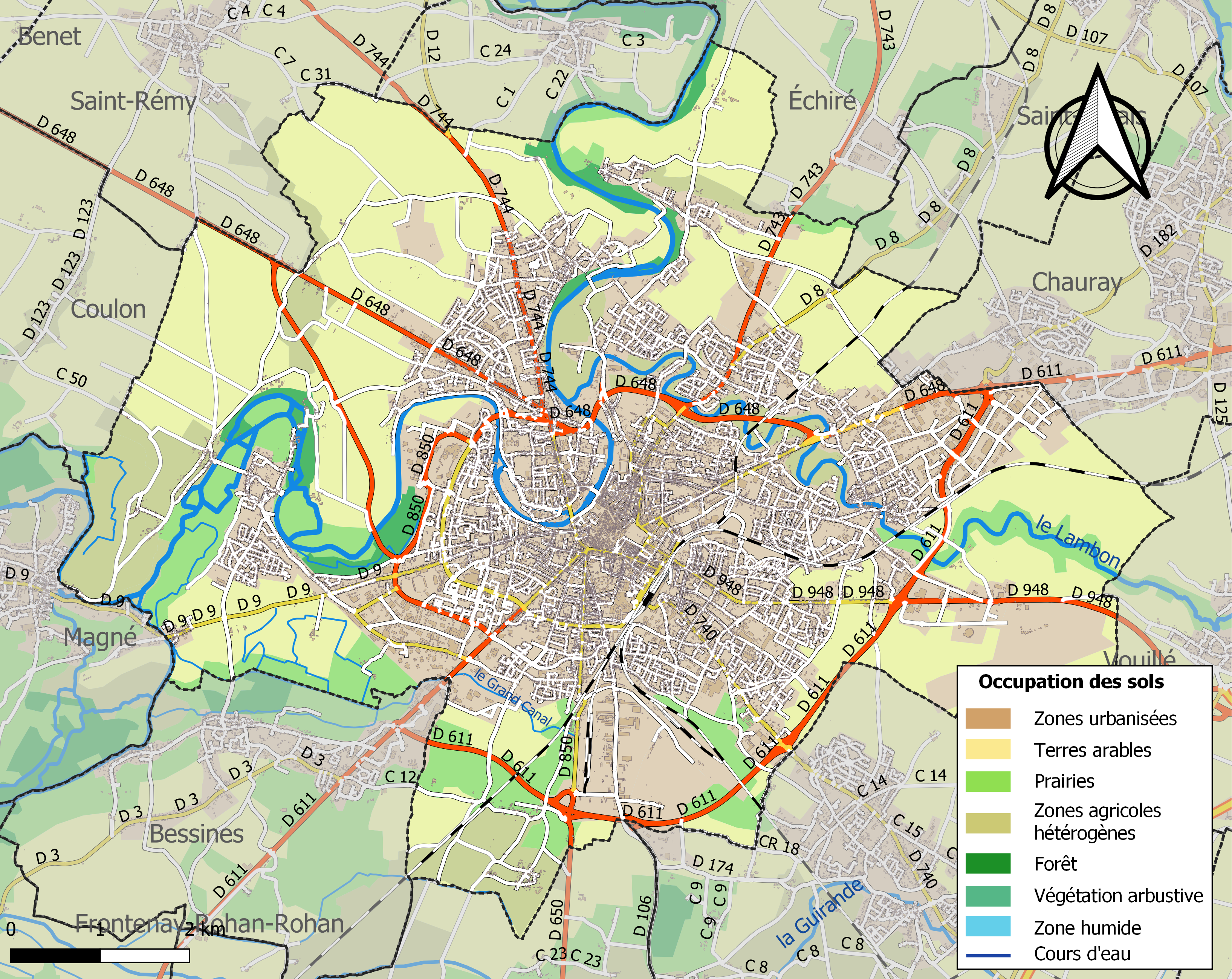
Carte des infrastructures et de l'occupation des sols de la commune en 2018 (CLC).

### Quartiers de Niort
La ville se divise en treize quartiers :
1. à l'ouest : Sainte-Pezenne, Tour-Chabot Gavacherie et le quartier de l'ancien port, les quais Métayer et de Belle Île longeant la Vieille Sèvre ;
2. à l'est : Souché, Champommiers, Champclairot, Goise ;
3. au nord : Les Brizeaux, Surimeau, Cholette, Pontreau, Espaces Mendès-France I et II ;
4. au sud : Clou-Bouchet et Saint-Florent.

Mais administrativement pour constitution des conseils de quartier on les regroupe en neuf quartiers :
- Sainte Pezenne ;
- Saint-Liguaire ;
- Tour-Chabot / Gavacherie ;
- Souché ;
- Goise / Champommier / Champclairot ;
- Quartier Nord (Brizeaux / Cholette / Surimeau) ;
- Clou-Bouchet ;
- Saint Florent ;
- Centre-Ville.

### Risques majeurs
Le territoire de la commune de Niort est vulnérable à différents aléas naturels : météorologiques (tempête, orage, neige, grand froid, canicule ou sécheresse), inondations, mouvements de terrains et séisme (sismicité modérée). Il est également exposé à trois risques technologiques,  le transport de matières dangereuses,  le risque industriel et la rupture d'un barrage. Un site publié par le BRGM permet d'évaluer simplement et rapidement les risques d'un bien localisé soit par son adresse soit par le numéro de sa parcelle.

#### Risques naturels
Certaines parties du territoire communal sont susceptibles d’être affectées par le risque d’inondation par débordement de cours d'eau, notamment la Sèvre Niortaise, le Lambon et. La commune a été reconnue en état de catastrophe naturelle au titre des dommages causés par les inondations et coulées de boue survenues en 1983, 1992, 1993, 1995, 1999, 2000 et 2004,. Le risque inondation est pris en compte dans l'aménagement du territoire de la commune par le biais du plan de prévention des risques inondation (PPRI) de « Niort », approuvé en juillet 1998, puis révisé en novembre 2007.

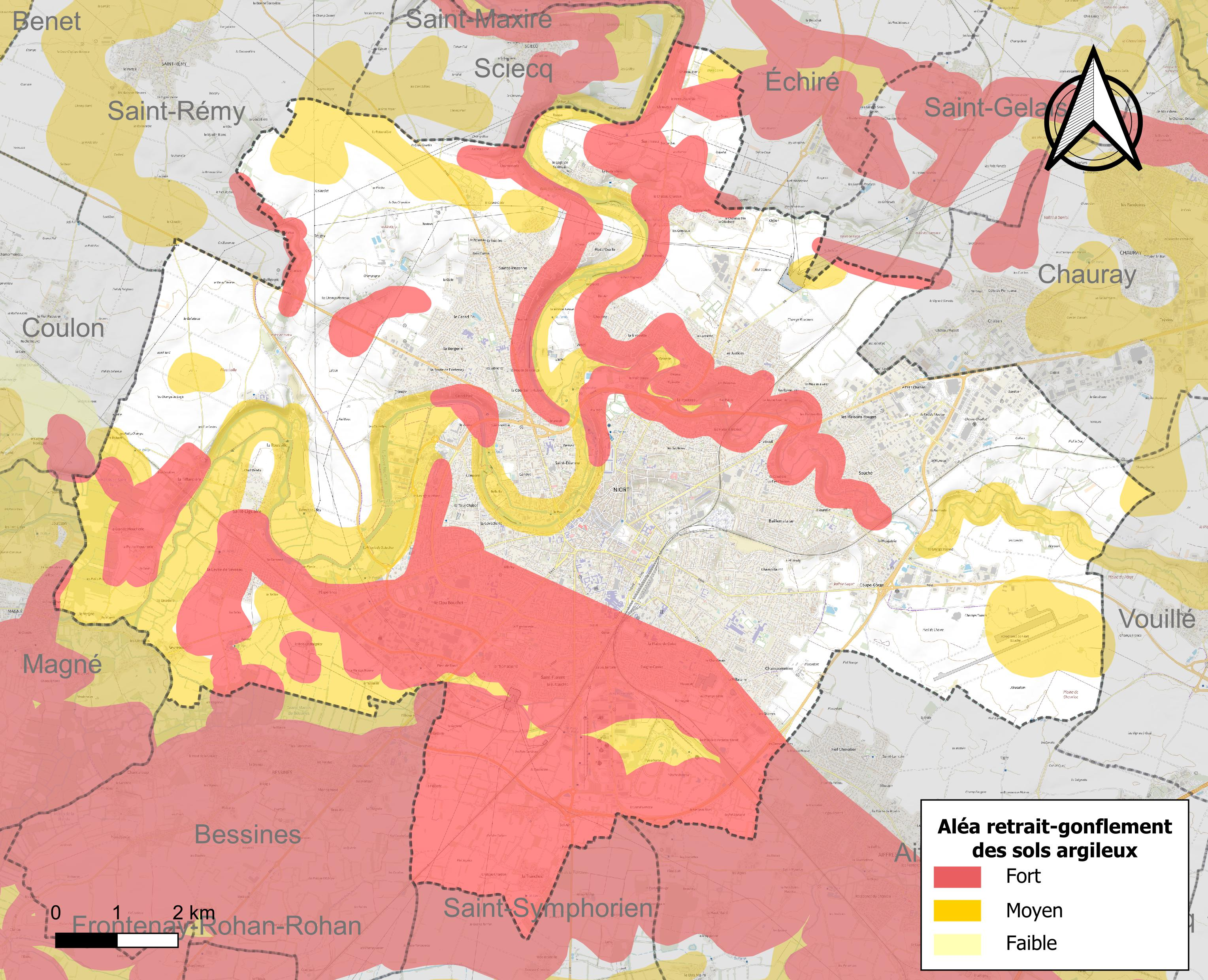
Carte des zones d'aléa retrait-gonflement des sols argileux de Niort.

Les mouvements de terrains susceptibles de se produire sur la commune sont des mouvements de terrains, notamment des tassements différentiels. Le retrait-gonflement des sols argileux est susceptible d'engendrer des dommages importants aux bâtiments en cas d’alternance de périodes de sécheresse et de pluie. 52,4 % de la superficie communale est en aléa moyen ou fort (54,9 % au niveau départemental et 48,5 % au niveau national). Depuis le 1er octobre 2020, en application de la loi ELAN, différentes contraintes s'imposent aux vendeurs, maîtres d'ouvrages ou constructeurs de biens situés dans une zone classée en aléa moyen ou fort,.
La commune a été reconnue en état de catastrophe naturelle au titre des dommages causés par la sécheresse en 1989, 1991, 1992, 1996, 2003, 2005, 2011 et 2017 et par des mouvements de terrain en 1999.

#### Risques technologiques
La commune est exposée au risque industriel du fait de la présence sur son territoire d'une entreprise soumise à la directive européenne SEVESO, classée seuil haut : Antargaz (activités soumises à autorisation pour le stockage de gaz de pétrole liquéfié),.
La commune est en outre située en aval du barrage de la Touche Poupard, un ouvrage de classe A mis en service en 1995 sur le cours d’eau le Chambon, affluent de la Sèvre Niortaise. À ce titre elle est susceptible d’être touchée par l’onde de submersion consécutive à la rupture de cet ouvrage.

## Toponymie
Le toponyme Niort est attesté sous la forme Noiordo sur une monnaie mérovingienne, en 940, Nyorto en 1204.
Il s'agit d'un type toponymique gaulois, composé des éléments nouiios « neuf, nouveau » (fréquemment attesté dans la toponymie française cf. Noyon, Nogent) et ritu- « gué » (cf. vieux gallois rit > gallois rhyd « gué », vieux breton rit, ret « gué »), latinisé en ritum dans les textes anciens. Dans la toponymie française, cet appellatif a souvent abouti par coalescence à une terminaison (-o)rt (autrement orthographiée -(o)rd ou -(o)rs) quand l'élément précédent du composé se terminait par -o : *Camboritum> Chambord; *Divoritum> Jort, etc.
Le sens global de Niort est donc celui de « nouveau gué »,,, (sur la Sèvre Niortaise).
Le lieu-dit la Tiffardière, près de Saint-Liguaire, est la trace de l'installation de Taïfales comme foederati par les Romains à la fin de l'Antiquité.

## Histoire

### Origines

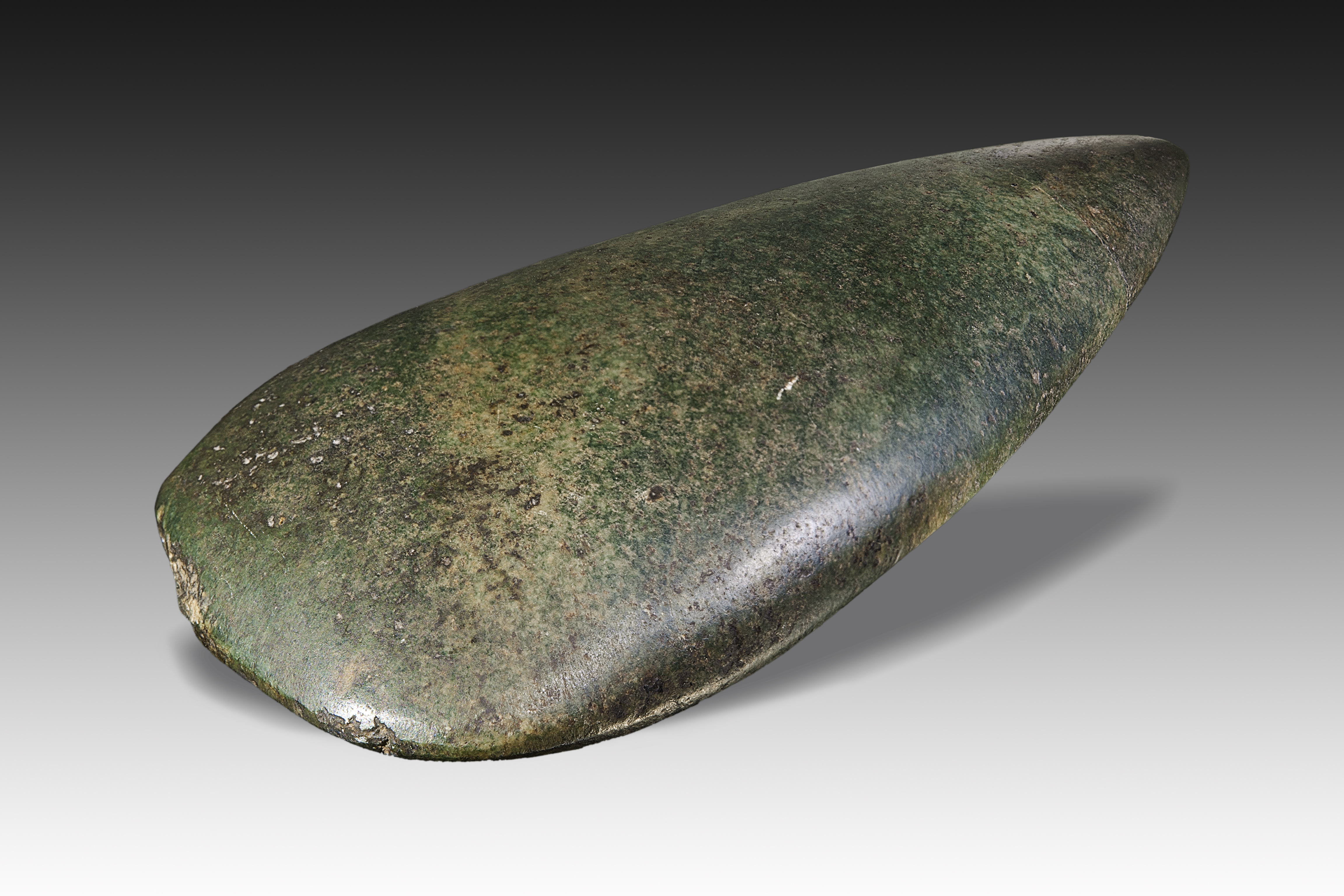
Hache néolithique Niort - Muséum de Toulouse.

Niort a été peuplé dès le Néolithique comme l'attestent divers silex travaillés dont une hache polie découverte place de la Brèche. (collection des musées de Niort)

### Antiquité
Avant le Ier siècle, Niort n'est sans doute qu'un village implanté dans la boucle de la Sèvre là ou se trouve le quartier de Bessac. Des fouilles archéologiques réalisées au cours des années 1970-1980 démontrent une activité commerçante importante pour l'époque. Ces mêmes travaux datent un abandon progressif de l'habitat vers la fin du Ier siècle. Les raisons de cette baisse d'activité ne sont pas connues : incendies, épidémies (marais proche), les hypothèses peuvent être nombreuses et les causes parfois complémentaires.
La présence d'une communauté gallo-romaine est confirmée par la découverte, en janvier 2018, sur le site de Port-Boinot, de trois statues d'inspiration celtique : deux déesses-mères et la déesse Epona.
Le plan orthonormé des rues de la boucle de la Sèvre Niortaise suggère une pérennisation de la cadastration antique. De part et d'autre la voie gallo-romaine quittant Niort vers l'ouest, des zones sépulcrales se sont développées. L'une d'elles, le cimetière Saint-Martin, a été utilisée largement à l'époque mérovingienne. Il fut fouillé en 1972.

### Moyen Âge

#### Haut Moyen Âge
À l'époque carolingienne, il semble que pour des raisons de sécurité, l'occupation humaine se resserre autour d'un lieu de culte et s'implante sur les collines de Notre-Dame et Saint-André. Ces collines offrent en effet la possibilité d'une surveillance accrue sur la Sèvre Niortaise, et son port. Le fleuve constitue une voie naturelle de transport et de commerce non négligeable à cette époque. C'est aussi un lieu de rupture de charge pour continuer par voie terrestre avec l'arrière-pays. Mais c'est aussi une porte ouverte aux invasions, comme l'atteste l’arrivée conquérante des Normands en 940.

#### Moyen Âge central
La ville dépend du comté de Poitou.
En 1137, Niort passe avec la dot d’Aliénor d'Aquitaine, sous l'autorité administrative du roi de France, Louis VII le Jeune, puis en 1152, intègre l'Empire Plantagenêt, à la suite du remariage d'Aliénor avec Henri Plantagenêt, qui en 1154 devient roi d'Angleterre et élève dans la seconde moitié du XIIe siècle, les donjons jumeaux de la forteresse,. Cette situation ne fut pas sans quelques avantages. Son royal époux, Henri II puis son fils Richard Cœur de Lion, fortifient la citadelle avec un château et une enceinte qui avait une longueur de 2 800 mètres, soit presque le double de celle de Carcassonne. Seul subsiste aujourd'hui l'imposant donjon double et quelques traces de fondations place Saint-Jean. En  1199, Jean sans Terreaccorde une charte de commune à la ville de Niort, confirmée par Aliénor en 1203. En 1200, Niort entre dans le douaire d'Isabelle d'Angoulême, lors de son mariage avec Jean sans Terre. En 1202, les possessions continentales de Jean sont confisquées par le roi de France. Niort est finalement annexée en 1204 par Philippe II Auguste,. Dès 1205, la place est enlevée par Savary de Mauléon pour le compte de Jean sans Terre. En 1214, Jean sans Terre revient en Poitou et aide les bourgeois de Niort à fortifier leur ville.
En 1224 le connétable Mathieu II de Montmorency ramène la ville dans le giron français pour le compte de Louis VIII. Niort résiste à un assaut du comte de Derby en septembre 1346 (guerre de Cent Ans). Elle repasse néanmoins sous bannière anglaise à la signature du traité de Brétigny, en 1360. La ville est devenue « port franc » en 1285, permettant la poursuite de son développement économique et commercial.

#### Bas Moyen Âge
Bertrand du Guesclin reprit Niort aux mains des Anglais le 23 mars 1372. Pour cela il usa d'un stratagème, celui de revêtir d'uniformes anglais deux cents de ses plus braves soldats. À leur vue, les sentinelles ennemies abaissèrent le pont-levis. Les Français entrèrent dans la ville et désarmèrent les Anglais. Ainsi Niort réintégra le royaume de France.
Pendant la Praguerie (1440), soulèvement contre les réformes de Charles VII, le dauphin futur Louis XI fit de Niort son quartier général et lui accorda de nombreux privilèges.
Au XIVe siècle, les drapiers et les tanneurs faisaient la réputation de Niort.

### Bas Moyen Âge
La fin du Moyen Âge voit le creusement du port qui assurera l'essor commercial de la ville en la reliant à l'océan Atlantique. Creusé par ordre de Jean de Berry, comte du Poitou, le port expédiait en Flandre et en Espagne du sel, du poisson, du blé, de la laine et bien sûr des draps et des peaux… Dans le même temps, les Niortais tiraient orgueil et profit de leurs foires et marchés, pourvus de halles qui compteront parmi les plus belles du royaume.
En novembre 1461, le roi Louis XI confirme les privilèges de la ville de Niort, afin qu'elle s'accroisse,.

### Époque moderne

#### Guerres de Religion
Gagnée par la réforme en 1557, la ville devient protestante, mais est reprise par les catholiques en 1569. Du 20 juin au 3 juillet, les troupes royales du comte de Lude font le siège de la ville, sans succès. En octobre, après la défaite protestante à Moncontour, La Brosse abandonne la ville aux catholiques.
Un des épisodes sanglants de Niort pendant les guerres de Religion, se déroule dans la nuit du 27 au 28 décembre 1588, durant laquelle se produisirent des affrontements entre catholiques et protestants avec des meurtres, des pillages et des incendies. Saint-Gelais et Agrippa d’Aubigné s’emparent de la ville. En 1627, Niort redevient catholique mais demeure un foyer actif du protestantisme. Son temple à l'époque pouvait accueillir plus de 6 000 personnes. Il était situé en haut de la colline Saint-André, vers les rues Saint-Gelais et des Remparts.

#### XVIIeetXVIIIesiècles
L'installation des Oratoriens en ville en 1624 soulève quelques espoirs d'établir un enseignement secondaire en remplacement des institutions huguenotes. À plusieurs reprises (1625, 1641, 1679), le conseil des échevins envisage l'ouverture d'un collèges avec plusieurs classes, sans succès. Ce n'est qu'en 1717 que, grâce à des subsides de la municipalité, le Collège de l'Incarnation accueille ses premiers élèves. Il prendra le nom de Collège d'Artois en 1782.
Les dragonnades touchent la ville dès 1668. Elles durent jusqu'en 1685 et contraignent de nombreux protestants à fuir notamment vers le Canada. Le temple est démoli afin qu'il n'en reste aucune trace.
Le port de Niort continue cependant à accueillir le commerce des peaux et des fourrures en provenance du Canada où de nombreux Poitevins se sont installés. Toutefois, la révocation de l'édit de Nantes (1685) puis la perte du Canada entraînent la chute de cette industrie globalement aux mains des protestants.
Avant la Révolution, il y avait cependant encore une trentaine de moulins à fouler et plus de trente régiments de cavalerie se fournissaient ici en culottes de peau.

### Époque contemporaine
En 1807, Napoléon Ier prend un décret d'aménagement de la Sèvre Niortaise afin de conforter son rôle de voie navigable. Ce décret est le premier acte ayant abouti à l'assèchement total du marais poitevin. Le collège d'Artois devient lycée impérial.
Napoléon Ier passe par Niort sur le chemin de l'exil vers l'île de Sainte-Hélène et y passe l'une de ses dernières nuits en terre française (nuit du 2 au 3 juillet 1815) à l'auberge de la Boule d'Or. C'est peut-être la dernière nuit sur le continent car selon certains auteurs, quand il était à Rochefort, il aurait dormi toutes les nuits sur l’Île d'Aix avant de se rendre aux Anglais.
Il aura assuré la prospérité de la ville pendant son règne en faisant travailler ses industries de chamoiserie, notamment en y faisant fabriquer les culottes de peau utilisées par la cavalerie. Cette industrie de la chamoiserie et de la ganterie perdure en déclinant régulièrement jusqu'à s'éteindre à la fin du XXe siècle.
La ville développe alors l'économie sociale et solidaire à partir de la seconde moitié du XXe siècle au travers de mutuelles d'assurances.
Le 7 juin 1944, l'aviation américaine bombarde le quartier de la gare faisant une quarantaine de victimes. Les cibles étant la gare de triage et une usine de fabrication de détonateurs pour l'armée allemande.
De 1964 à 1972, quatre communes fusionnent avec Niort :
- Souché le 21 juin 1964 ;
- Sainte-Pezenne le 16 avril 1965 ;
- Saint-Florent le 1er janvier 1969 ;
- Saint-Liguaire, le 1er janvier 1972.

De 1967 à 1975, la ville entreprend la construction du grand ensemble HLM du Clou Bouchet dans le sud-ouest de la ville. Il devient le quartier prioritaire le plus peuplé de la ville, avec 2 800 habitants en 2020,.

## Politique et administration

### Rattachements administratifs et électoraux
Dès 1790, la commune de Niort est le chef-lieu du canton de Niort qui dépend du district de Niort jusqu'en 1795, date de suppression des districts. Lorsque ce canton est supprimé par la loi du 8 pluviôse an IX (28 janvier 1801) portant sur la « réduction du nombre de justices de paix », la commune est partagée entre les cantons de Niort-1 et Niort-2 dépendant de l'arrondissement de Niort jusqu'en 1973 où un nouveau découpage répartit la commune en trois fractions : Niort-Est, Niort-Nord et Niort-Ouest.
Dans le cadre de la réforme de 2014 définie par le décret du 18 février 2014, ces cantons disparaissent aux élections départementales de mars 2015. La commune est alors partagée en trois nouveaux cantons : Niort-1, Niort-2 et Niort-3.
Niort est une ville historiquement classée à gauche.

### Conseil municipal
Puisque la population niortaise se situe entre 50 000 et 60 000 habitants, le conseil municipal compte 45 membres.
| Groupe | Groupe                        | Président       | Effectif | Statut     |
| ------ | ----------------------------- | --------------- | -------- | ---------- |
|        | Niort, Tous ensemble ! (DVC)  | Jérôme Baloge   | 39       | Majorité   |
|        | Niort énergie nouvelle (DVG)  | François Gibert | 4        | Opposition |
|        | Solidaires par nature ! (DVG) | Jérémy Robineau | 2        | Opposition |

## Jumelages et échanges
- Jumelages
  -  Atakpamé (Togo) depuis 1958
  -  Cobourg (Allemagne) depuis le 14 juin 1974
  -  Wellingborough (Royaume-Uni) depuis le 27 novembre 1977
  -  Springe (Allemagne) depuis le 28 avril 1979
  -  Tomelloso (Espagne) depuis le 14 novembre 1981
  -  Gijón (Espagne) depuis 1982
  -  Covè (Bénin) depuis 2005
  -  Sorel-Tracy (Québec) depuis le 23 juin 2025
- Le quartier de Saint-Florent adhère à l'association des Saint Florent de France regroupant sept communes intégrant « Saint Florent » dans leur nom.
  - Saint-Florent-sur-Cher (Cher)
  - Saint-Florent-le-Jeune (Loiret)
  - Saint-Florent (Haute-Corse)
  - Saint-Florent-le-Vieil (Maine-et-Loire)
  - Saint-Florent-des-Bois (Vendée)
  - Saint-Florent-sur-Auzonnet (Gard)

## Population et société

### Démographie
Niort a fusionné avec plusieurs communes environnantes : Souché en 1964, Sainte-Pezenne en 1965, Saint-Florent en 1969 et Saint-Liguaire en 1972.
Les évolutions démographiques des trois communes citées en premier figurent sur leurs articles respectifs. Celle de Saint-Liguaire est indiquée ci-dessous.

#### Évolution démographique de Saint-Liguaire
| 1793 | 1800 | 1806 | 1821 | 1831 | 1836 | 1841  | 1846  |
| ---- | ---- | ---- | ---- | ---- | ---- | ----- | ----- |
| 628  | 691  | 690  | 774  | 882  | 907  | 1 032 | 1 020 |

| 1851  | 1856  | 1861  | 1866  | 1872  | 1876  | 1881  | 1886  |
| ----- | ----- | ----- | ----- | ----- | ----- | ----- | ----- |
| 1 040 | 1 109 | 1 094 | 1 138 | 1 132 | 1 141 | 1 116 | 1 157 |

| 1891  | 1896  | 1901  | 1906  | 1911  | 1921  | 1926  | 1931  |
| ----- | ----- | ----- | ----- | ----- | ----- | ----- | ----- |
| 1 126 | 1 124 | 1 074 | 1 047 | 1 077 | 1 030 | 1 088 | 1 206 |

| 1936  | 1946  | 1954  | 1962  | 1968  | - | - | - |
| ----- | ----- | ----- | ----- | ----- | - | - | - |
| 1 237 | 1 323 | 1 390 | 1 945 | 2 590 | - | - | - |

#### Évolution démographique de Niort
À partir de 1968, le recensement de Niort enregistre les nouvelles communes intégrées, Souché et Sainte-Pezenne. À compter de 1975, il tient compte également de l'intégration de Saint-Florent et Saint-Liguaire.
Au XXIe siècle, les recensements des communes de plus de 10 000 habitants s'effectuent par quartier sur une période de cinq ans. Pour Niort, les dates de recensements ci-dessous (2006, 2009, etc.) sont des estimations légales.
L'évolution du nombre d'habitants est connue à travers les recensements de la population effectués dans la commune depuis 1793. Pour les communes de plus de 10 000 habitants les recensements ont lieu chaque année à la suite d'une enquête par sondage auprès d'un échantillon d'adresses représentant 8 % de leurs logements, contrairement aux autres communes qui ont un recensement réel tous les cinq ans,.

En 2022, la commune comptait 60 074 habitants, en évolution de +1,81 % par rapport à 2016 (Deux-Sèvres : +0,18 %, France hors Mayotte : +2,11 %).
| 1793   | 1800   | 1806   | 1821   | 1831   | 1836   | 1841   | 1846   | 1851   |
| ------ | ------ | ------ | ------ | ------ | ------ | ------ | ------ | ------ |
| 11 515 | 15 028 | 15 066 | 15 499 | 17 000 | 18 197 | 18 739 | 18 604 | 18 727 |

| 1856   | 1861   | 1866   | 1872   | 1876   | 1881   | 1886   | 1891   | 1896   |
| ------ | ------ | ------ | ------ | ------ | ------ | ------ | ------ | ------ |
| 20 037 | 20 831 | 20 775 | 21 344 | 20 923 | 22 254 | 23 015 | 23 225 | 23 674 |

| 1901   | 1906   | 1911   | 1921   | 1926   | 1931   | 1936   | 1946   | 1954   |
| ------ | ------ | ------ | ------ | ------ | ------ | ------ | ------ | ------ |
| 23 897 | 23 329 | 23 775 | 23 559 | 25 721 | 25 935 | 27 830 | 32 752 | 33 167 |

| 1962   | 1968   | 1975   | 1982   | 1990   | 1999   | 2006   | 2011   | 2016   |
| ------ | ------ | ------ | ------ | ------ | ------ | ------ | ------ | ------ |
| 37 512 | 48 469 | 62 267 | 58 203 | 57 012 | 56 663 | 58 066 | 57 813 | 59 005 |

| 2021   | 2022   | - | - | - | - | - | - | - |
| ------ | ------ | - | - | - | - | - | - | - |
| 59 309 | 60 074 | - | - | - | - | - | - | - |

Après avoir doublé le nombre de ses habitants entre 1952 et 1975 (année du pic démographique de la ville avec 62 267 habitants) — en partie grâce à l'absorption des communes environnantes —, Niort a connu jusqu'en 1999 une période de lente érosion de sa population au profit des communes environnantes.
Depuis 1999, alors que sa périphérie voit sa population continuer de croître de manière assez soutenue, la ville de Niort connaît une période de croissance démographique légère et relativement fragile. Néanmoins, on peut remarquer que depuis 2013, la ville a retrouvé une certaine attractivité, avec une croissance démographique de 0,3 % par an, atteignant de nouveau la barre symbolique de 60 000 habitants.
L'absorption des communes limitrophes de Souché (1964), Sainte-Pezenne (1965), Saint-Florent (1969) et Saint-Liguaire (1972) a eu pour conséquence de mettre les communes périphériques actuelles de Niort à une certaine distance. Éloignement qui explique en partie que l'agglomération de Niort — ou unité urbaine de Niort — ne compte en 2019 que quatre communes (Niort, Chauray, Aiffres et Bessines) pour 73 393 habitants (82 300 habitants en intégrant les communes proches de Magné, Échiré, Saint-Gelais et Sciecq).
Les communes périphériques de Niort connaissent, quant à elles depuis trente ans, une expansion démographique dynamique et continue.
Ce sont d'abord les communes périphériques, puis celles plus lointaines, qui ont connu cette croissance démographique, importante pour certaines d’entre elles. Les villages ruraux de la région connaissent dès lors un important phénomène de rurbanisation, principalement sur un axe allant du sud-ouest de Niort en direction de La Rochelle  (depuis Mauzé-sur-le-Mignon, Frontenay-Rohan-Rohan, Saint-Symphorien, Prahecq, Magné, Bessines, Aiffres) au nord-est en direction de Poitiers (Échiré, Chauray, Saint-Gelais, Vouillé, Aigondigné, La Crèche, jusqu'à Saint-Maixent-l'École et les communes environnantes). Cet axe de peuplement rurbain, constitué de nombreuses communes de 2 000 à 7 250 habitants, suit principalement l'autoroute A10 et ses échangeurs.
Ainsi, en prenant en compte la notion d'aire d’attraction  telle que définie par l’INSEE en 2020, plus cohérente de par la physionomie de peuplement de la zone, Niort est le pôle d'une aire d’attraction qui comprend 91 communes réparties sur les Deux-Sèvres, la Vendée (sept communes) et la Charente-Maritime (deux communes) et qui totalise 178 156 habitants (2019).
La communauté d'agglomération du Niortais quant à elle compte 120 733 habitants en 2017.

### Enseignement
La ville compte dix-neuf groupes scolaires publics et six établissements privés d'enseignement primaire, ainsi que neuf collèges et sept lycées dont un consacré à l'horticulture, le lycée Gaston-Chaissac.
Si le Pôle universitaire niortais (PUN), antenne locale de l’Université de Poitiers, est le site le plus important en nombre d’étudiants accueillis, on compte aussi une trentaine de BTS préparés dans des lycées ou les chambres consulaires et plusieurs formations, fruits de partenariats avec différentes structures délocalisées comme le CNAM, Excelia Group Sup de Co, l’UIMM (Union de l’industrie et des métiers de la  métallurgie) ou l’université de La Rochelle.

### Manifestations culturelles et festivités
- Les Jeudis Niortais, des concerts gratuits tous les jeudis soir de juillet et d'août, en plein-air, sur les pelouses du Moulin du Roc, en bord de Sèvre Niortaise ;
- Le Très grand Conseil mondial des clowns : festival consacré aux clowns du monde entier organisé en biennale, les années impaires[75].

### Sports

#### Équipements sportifs de la ville
- Patinoire (rénovée en 2008)[76] ;
- Stade René-Gaillard à l'ouest ; stade d'entraînement de football pour les Chamois niortais ;
- Stade Espinassou (stade de rugby) stade d'entrainement de rugby pour le stade niortais ;
- Terrain de bicross[77].

En 2007, la ville a lancé la réalisation d'un pôle des Sports dénommé L'Acclameur. Depuis 2012, sur un site de 122 hectares le long de l'avenue de Limoges, ce pôle a intégré de nouveaux équipements sportifs (halle des sports, Salle d'armes d'Escrime, Tatami pour les arts martiaux, centre de développement du sport, mur d'escalade ainsi que des équipements de loisirs). La réalisation d'un stade de 12 000 places extensible à 20 000 fait débat, notamment sur son financement. Après l'idée de halles des sports, Geneviève Gaillard a lancé le projet réaménagement de la salle pour devenir une salle de spectacle digne de ce nom.
- Golf Club de Niort. Situé au sud de la ville, très proche du centre (zone artisanale de Saint-Florent). Le golf a été inauguré en 1984. Doté d'un parcours dix-huit trous (architecte Robert Berthet) et d'un pitch and putt six trous. L'équipe 1 Messieurs évolue en deuxième division nationale. Le Grand Prix de Niort, se déroule chaque année au mois d'octobre.
- Hippodrome de Romagné.

#### Clubs sportifs
- Athlétisme : le Stade niortais athlétisme, club deux fois organisateur des Championnats de France d'athlétisme élite (1999 et 2007) et deux fois du championnat de France junior[78] (2004 et 2010)
- Aviation :
  - Aéroclub de Niort, formation vol moteur, vol à voile, préparation aux brevets de pilotes.
  - Aéroclub des Deux-Sèvres[79], formation vol moteur et vol à voile
- Aviron : le Niort aviron club[80]
- Baseball : le Baseball club niortais « Dragons[81] »
- Basket-ball : l'AS Niort basket-ball
- Canoë-kayak : Canoë kayak Niortais, organisateur du Rallye du Marais depuis 1975
- Équitation : le Club hippique niortais[82]
- Escalade : Vertiges, club labellisé par la fédération française de la montagne et de l’escalade (FFME)
- Escrime: 
  - Cercle d'Escrime Du Guesclin de Niort à la salle d'armes de l'Acclameur ; Pratique sportive et loisir des 3 armes, épée, fleuret et sabre
    - Section d'escrime artistique et de Sabre Laser.
- Football : les Chamois niortais, évoluant en National;
- Football américain : AFUNG Association Foot US Gladiators stade Grand croix
- Football gaélique : Gaelic Football Club Niort (Niort Gaels)
- Golf : Golf Club de Romagné ouvert toute l'année
- Handball : Niort HB Souchéen
- Hockey sur glace : le Niort hockey club[83] organise le Trophée Jacky Braud (24h non-stop de hockey)
- et en arts martiaux :Judo : le Judo club niortais[84], où l'on pratique le judo et le ju-jitsu, et dont l'équipe sénior filles est dans l'élite 1re division en 2014 et 2016. 7es au championnat de France par équipe juniors 2015, 7e au championnat de France par équipe cadet 2011, un champion de France junior 2012 et qualifié au championnat du monde junior 2011 et un 3e en cadet qui a participé au Festival olympique de la jeunesse européenne 2011.
- Karting : 
  - Karting 79 - Pôle de pilotage sports mécaniques[85]
  - Karting à Bessines (speed fun)
- en arts martiaux : Kendō et Iaido : le Kendō-Iaidō Club Niortais[86]
- Natation : le Cercle des nageurs niortais (CNN)
- Parachutisme : Envol Niort Parachutisme (club de parachutisme sportif créé le 24 juin 1954)
- Plongée : APNEE, club de plongée sous marine[87]
- Roller : le Roller club niortais[88] et le Roller hockey niortais[89]
- Rugby à XV : 
  - Stade niortais rugby qui joue en Fédérale 1 (saison 2009/2010)
  - CRAN qui joue en deuxième série régionale (saison 2015/2016) ;
- Sport électronique (e-sport) : les Dragons Niortais - Esport, association de joueurs et d'acteurs de la discipline visant à promouvoir l'esport par différents moyens comme l'événementiel, la participation aux tournois ou encore la prévention à l'addiction aux jeux-vidéo
- en arts martiaux : Taekwondo : 
  - Taekwondo Club Niortais[90]
  - École Niortaise de Taekwondo[91]
  - Sojjok Kwan[92]
- Triathlon : SNT (Stade Niortais Triathlon)
- Ultimate frisbee : le Niort Ultimate Club ( NUC)[93],[94] est un club affilié à la FFDF (Fédération française de flying disc)[95]
- Volley-ball : 
  - Niort Volley Ball (NVB)
  - Volley Ball Pexinois Niort (VBPN)
- Water-Polo : le Cercle des nageurs niortais (CNN)

### Vie associative
- CNPA : Comité niortais pour la promotion de la vie associative
- La Jeune Chambre économique de Niort et sa région.
- Différents Rotary Club et Rotaract
- Association de Protection Civile des Deux-Sèvres (siège social a Sciecq)

### Médias

#### Presse locale
Les deux quotidiens régionaux Le Courrier de l'Ouest et La Nouvelle République du Centre-Ouest ont chacun une édition deux-sévrienne avec des pages niortaises.

#### Télévision
France 3 Poitou-Charentes, antenne locale de la chaîne régionale publique France 3 Nouvelle-Aquitaine peut être reçue à Niort via les sites TDF de la Brousse à Maisonnay et de l'Usine des Eaux, rue du Vivier à Niort (émetteur de confort pour la TNT dans Niort intra-muros et de la plupart des radios nationales présentes à Niort). Elle dispose d'un bureau d'information de proximité, rue Charles Darwin.

#### Radios locales
Les radios associatives (catégorie A) :
- RCF Poitou sur 89.3 FM, il s'agit de la radio locale chrétienne basée à Poitiers. Elle adhère au réseau RCF ;
- Radio D4B sur 101.4 FM. Cette radio associative provient de Melle mais possède un studio niortais avec l'aide de la CAMJI.

Les radios commerciales (catégorie B) :
- Alouette sur 91.6 FM. Il s'agit d'une radio inter-régionale dont les studios se trouvent en Vendée, aux Herbiers. Elle bénéficie d'une large couverture allant d'une partie de la Bretagne au Limousin ;
- Forum sur 92.1 FM. Cette radio régionale, situé à Orléans et appartenant au groupe 1981, émet des Pays de la Loire au Centre ;
- Collines la radio, sur 104.2 FM. C'est la radio commerciale des Deux-Sèvres qui est arrivée à Niort en 2011 pour remplacer Radio Classique. Elle est basée à Cerizay et retransmet notamment les matchs des Chamois niortais.

Les radios nationales avec décrochages locaux (catégorie C) :
- RTL2 Niort sur 87.6 FM. Elle commence à émettre en 1998 ;
- NRJ Niort sur 100.4 FM. La station est arrivée à Niort en 1991.

Les radios nationales sans décrochages locaux (catégorie D) :
- Fun Radio sur 93.4 FM ;
- Nostalgie sur 95.0 FM ;
- Virgin Radio sur 95.6 FM. Elle proposait un décrochage local sur Niort et Saint-Maixent-l'École avant de fermer ses studios, faute de rentabilité ;
- Skyrock sur 98.2 FM ;
- M Radio sur 102.5 FM ;
- Rire et Chansons sur 103.2 FM ;
- RFM sur 103.7 FM.

Les radios généralistes (catégorie E) :
- RTL sur 106.0 FM ;
- Europe 1 sur 106.8 FM ;
- RMC sur 105.1 FM.

Les radios publiques entendues à Niort :
- France Inter sur 99.4 FM ;
- France Musique sur 91.1 FM ;
- France Culture sur 96.4 FM ;
- France Info sur 105.5 FM ;
- France Bleu Poitou, radio locale publique émettant depuis Poitiers, sur 101.0 FM.

## Économie
Longtemps important centre de chamoiserie (en témoigne le nom du club de football « Chamois niortais FC »), de tissage et d'échanges commerciaux (marchés et foires d'importance régionales), Niort est de nos jours un important centre commercial et de services, principalement financiers.
Le secteur des services y emploie 28 000 salariés.

### Les mutuelles d'assurances

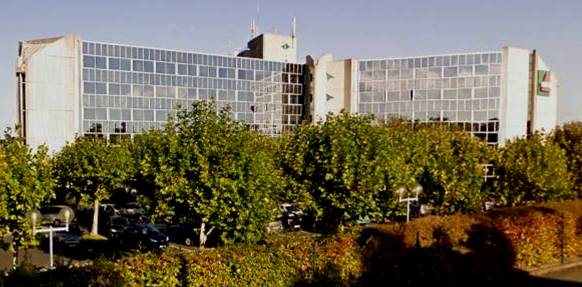
Le siège social de la MAIF à Noron.

Niort est l'une des places fortes de l'économie sociale française, et en particulier considérée depuis les années 1970 comme « la capitale des mutuelles d'assurances ». La ville abrite en effet le siège social de nombreuses mutuelles, ou de sociétés liées à ce secteur économique :
- la MAIF fondée en 1934 à Fontenay-le-Comte, et dont le siège social est déplacé à Niort dès l'année suivante : Mutuelle d’assurance des instituteurs de France et ses filiales, notamment MAIF Vie(assurance-vie) ;
- la MAAF, première mutuelle fondée à Niort, en 1950 : Mutuelle d'assurance des artisans de France et ses filiales MAAF Vie, MAAF Santé, NEXX Assurances (assurance directe), Novea Assurances dont les sièges nationaux sont à Chauray aux portes de Niort. Le Groupe MAAF est par ailleurs membre fondateur de Covéa (SGAM : Société de groupe d’assurance mutuelle), structure permettant de renforcer les synergies entre les mutuelles la composant (MAAF-MMA en 2003, rejoints par GMF-Azur en 2005, Azur ayant depuis fusionné avec MMA). Covéa est devenu le premier assureur dommages de France avec 16 % de parts de marché ;
- la MACIF fondée à Niort en 1960 : Mutuelle d'assurance des commerçants et industriels de France et ses filiales Mutavie, Macif Mutualité, MACIF Gestion, MACIFilia dont les sièges sociaux sont situés à Niort ou en périphérie. Le groupe est en 2009 le premier assureur auto de France ;
- la SMACL fondée à Niort en 1974 : Société mutuelle d’assurance des collectivités locales, premier assureur des collectivités locales et des élus en France, elle est également l'assureur des associations ;
- Inter Mutuelles Assistance (IMA) fondée à Niort en 1981, premier acteur européen de l'assistance (aux personnes, aux véhicules…) avec quelque cinquante millions de bénéficiaires ;
- la caisse régionale de Groupama, Groupama Centre Atlantique (GCA), qui rayonne sur dix départements (Charente, Charente-Maritime, Deux-Sèvres, Dordogne, Gironde, Haute-Vienne, Indre, Lot-et-Garonne, Vendée et Vienne) ; Groupama a par ailleurs implanté au 50 rue du 14 Juillet à Niort l'un de ses principaux centres informatiques (Groupama Supports et Services) ;
- Darva, société spécialisée dans les échanges entre les systèmes informatiques des assureurs et ceux de leurs partenaires.

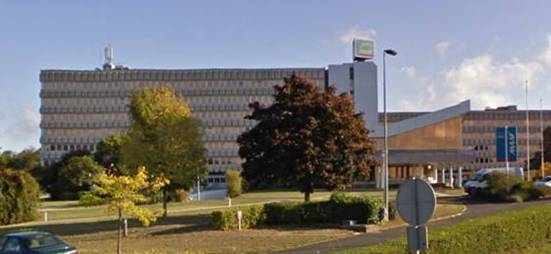
Le siège social de la MAAF à Chauray.

Premiers employeurs privés de la ville (environ 6 000 salariés), les mutuelles d'assurances étaient à l'origine destinées à assurer les biens de certaines catégories professionnelles précises telles que les artisans, enseignants, commerçants, industriels…
Dans les années 1980-90, le modèle mutualiste s'essouffle. Mais depuis la fin des années 1990, le modèle a évolué notamment par la mise en place de synergies et de partenariats commerciaux notamment bancaires.
Elles se sont également ouvertes au-delà des corporations d'origine et sont devenues accessibles dans un premier temps à la famille des assurés, puis au grand public. Elles ont enfin fait évoluer leur activité en se diversifiant dans l'assurance des particuliers, l'assurance santé, l'assurance vie, la prévoyance, la banque, et la gestion d'actifs.
Aujourd'hui encore, les mutuelles niortaises continuent de se développer sur le territoire de la commune et en périphérie, à l'image de la MACIF qui étend son siège social le long de l'avenue de La Rochelle et installe certaines nouvelles activités à Bessines ou de la MAAF à Chauray.
De nouvelles mutuelles implantent aussi des centres de gestion sur l'agglomération niortaise (Territoria Mutuelle, Couleurs Mutuelles...).
Dans le cadre de Niort Tech, écosystème numérique consacré à l’assurance de demain, l’accélérateur French Assurtech fédère quant à lui huit mutuelles d’assurance permettant de soutenir le développement de startups spécialisées.
Enfin, la ville abrite différentes  formations supérieures et universitaires spécialisées dans les métiers de l’assurance et de la gestion des risques.

### Banque
Niort est également le siège de :
- la Banque populaire Aquitaine Centre Atlantique, banque régionale membre du groupe Banque populaire, issue de la fusion en 2003 de la Banque populaire du Centre (dont le siège était à Limoges) et de la Banque populaire Centre Atlantique implantée à Niort, puis de la banque Populaire du Sud-Ouest, dont l'autre siège est situé à Bordeaux. Cette banque rayonne depuis le 8 novembre 2011 sur onze départements répartis sur 3 régions (Limousin, Poitou-Charentes et Aquitaine) ;
- Socram Banque, société de crédit à la consommation diffusant ses produits au travers des réseaux des mutuelles partenaires (295 000 crédits en cours pour un encours de 1,7 milliard d'euros) ;
- C2C Financements, société de crédit à la consommation.

La ville abrite également le pôle Professionnel et Banque Privée du Crédit Agricole Charente-Maritime Deux-Sèvres, ainsi qu'un tiers des collaborateurs de Floa Bank (ex Banque Casino).

### Services
Autour de ces activités d'assurance et de banque, la ville abrite également de nombreuses sociétés de services, locales ou antennes de groupes internationaux, liées à ces activités :
- courtage d'assurances ;
- courtage en travaux et assistance à maîtrise d'ouvrage (IlliCO travaux, marque du groupe Hexaom) ;
- audit et expertise comptable ;
- services informatiques ;
- activités de gestion des risques (le CEPR (Centre européen de prévention des risques - rebaptisé Calyxis) basé à Niort est un observatoire et un centre d'études pour les mutuelles).

Niort favorise les activités de services au travers d'une pépinière d'entreprises localisée dans la Technopole de Noron-La Venise Verte. Cette technopole se situe à côté du Parc des Expositions et des Congrès de Noron.

### Pôle commercial
La ville est depuis longtemps un important pôle commercial. Ainsi la foire-exposition annuelle, survivance des foires médiévales, se tient à la fin de la première semaine de mai et attire toujours plus de 100 000 visiteurs, ce qui en fait l'une des principales foires de l'Ouest et la 20e de France.
L'offre commerciale s'articule autour du centre-ville - devenu piétonnier en juin 2009, et ayant fait l'objet d'une vaste réhabilitation en 2012, allant de la transformation de la place de la Brèche en un espace engazonné et arboré, jusqu'aux bords de Sèvre en passant par l'esplanade du Donjon, et la place du Temple - mais surtout de vastes zones commerciales en périphérie de la ville (Mendès-France 1, Mendès-France 2, Niort-Est et La Mude). Ces zones organisées autour d'hypermarchés (trois sur l'agglomération) ou de gros supermarchés, sont occupées par de nombreuses moyennes surfaces spécialisées (Kiabi, H&M, Decathlon, Castorama, Darty, C&A, Saint-Maclou, Conforama…) ainsi que par des restaurants de chaîne (Quick, Hippopotamus, Pizza del Arte, McDonald's…). Une nouvelle zone commerciale, Terre de sports, voit le jour au sud-est de la ville le long de l'avenue de Limoges, à proximité de la salle des sports et des spectacles l'Acclameur, avec notamment les magasins Decathlon, Leroy Merlin, Gifi...

### Pôle vente par correspondance (VPC)
L'agglomération niortaise a, depuis la création de la CAMIF en 1947 par la MAIF, toujours abrité des entreprises liées à la vente à distance.
La CAMIF était pendant un moment la troisième société de vente par correspondance en France après La Redoute et 3 Suisses et employait 1 400 personnes. Mise en liquidation judiciaire fin 2008, le tribunal de commerce de Niort a validé en 2009 la reprise de CAMIF Collectivités par Manutan, un groupe spécialisé dans la vente à distance de petits équipements industriels et de bureau. Le même jour, a été annoncée la reprise de CAMIF Particuliers par un groupement rassemblant Matelsom, Geodis (logisticien) et Teleperformance (leader mondial des centres d'appels).
Teleperformance et Geodis ont chacun ouvert une agence à Niort spécialisée dans la vente à distance. Camif Habitat a aussi maintenu son siège.

### Logistique
L'agglomération de Niort est devenue un centre logistique de premier ordre du fait de sa localisation[réf. nécessaire], des infrastructures autoroutières (l'agglomération est desservie par cinq échangeurs autoroutiers sur l'A10, l'A83) et ferroviaires l'environnant (gare et gare de triage), mais aussi grâce à la présence historique d'activités de vente par correspondance.
La ville profite aussi de la proximité du port de La Rochelle.
L'agglomération s'est spécialisée dans la logistique agroalimentaire et pharmaceutique[réf. nécessaire].
Sur l'ancien site ferroviaire de Saint Florent, Niort Terminal, une plateforme multimodale de transport rail-route a été mise en service en 2015. Sur 300 ha, elle peut accueillir des trains de 750 mètres de long. Niort Terminal est conçu comme un point de concentration destiné à assembler et distribuer les conteneurs qui y arrivent et en partent, par le rail ou par la route. Ce projet implique la Communauté d'agglomération du Niortais, la Communauté de communes du Haut Val de Sèvre et la CCI 79, réunies au sein du syndicat mixte ouvert Niort Terminal. Néanmoins, à l'arrêt depuis plusieurs années, le site est finalement vendu en 2023.
À quelques kilomètres à l'est de la ville, à l'embranchement des autoroutes A10 et A83, sur la commune de La Crèche, le centre routier et logistique  Atlansèvre, est un espace économique de 450 hectares qui compte plus d'une centaine d'entreprises réparties sur les différentes zones, des terrains d'activités viabilisés et des services[source insuffisante].

### Industries
Enfin, le tissu économique niortais est diversifié, avec quelques entreprises industrielles très spécialisées qui sont souvent sous-traitantes de grands groupes. Ces entreprises sont liées à l'aéronautique (Safran, Leach International (en)), la chimie (Kraton Chemical, Christol Grease, Quaron), l'exploitation et la transformation du bois (Groupe Rougier, propriétaire d'exploitations forestières et de sites de production en Afrique), la mécanique, l'agro-alimentaire (TECNAL, Pierre Guerin), les équipements électriques, et l'électronique.
Il faut noter que Niort fut une des capitales françaises de l'automobile au début du XXe siècle avec les Automobiles Barré dont les usines de production étaient situées à proximité de la Place de la Brèche.

### Grandes entreprises
Niort compte trente-cinq entreprises réalisant plus de dix millions d'euros de chiffre d'affaires.

### Revenu médian
Les Niortais ont un revenu médian annuel d'environ 19 791 € et légèrement supérieur à celui du pays (19 785 €).

### Autres informations
Le principal employeur de la ville et du département des Deux-Sèvres est le centre hospitalier (2 884 salariés en 2009). La plus importante clinique privée de la région Poitou-Charentes est également située à Niort (polyclinique Inkermann).
Niort abrite le CLUSIR (Club Sécurité de l'Information Régional) Poitou-Charentes - Association de promotion de la sécurité de l'information en région Poitou-Charentes.
Enfin, Niort est le siège de la Chambre de commerce et d'industrie des Deux-Sèvres. La ville est desservie par un aérodrome : l'aérodrome Niort - Marais Poitevin.
En 2012, la ville de Niort soutient publiquement le chef Raoni dans son combat contre le barrage de Belo Monte.

## Culture locale et patrimoine

### Monuments et lieux touristiques

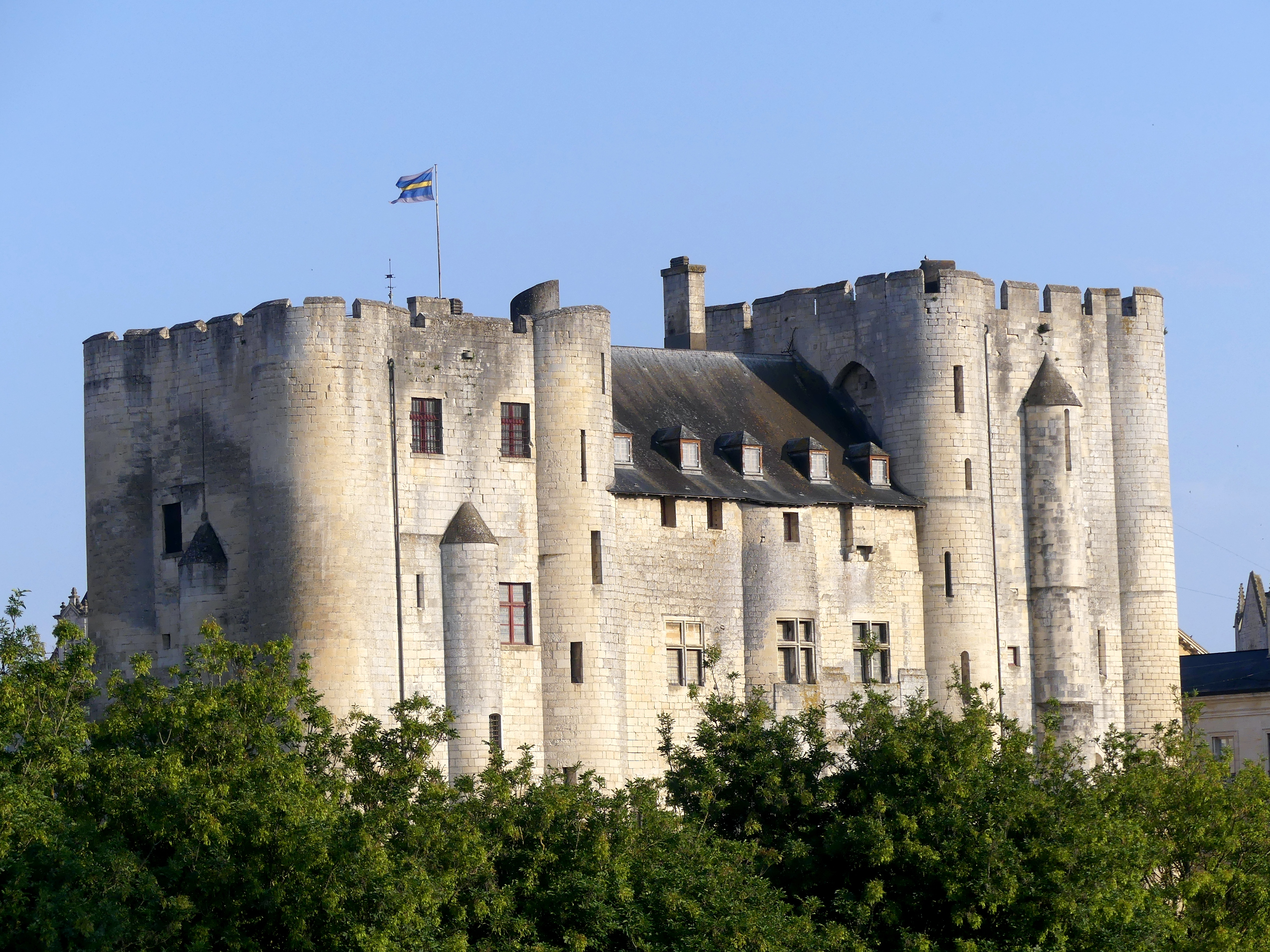
Le donjon de Niort.

#### Le donjon
Au bord de la Sèvre Niortaise, se dresse un des plus beaux ensembles de donjons jumeaux romans de France. Il formait le réduit central d'un vaste château en forme de quadrilatère qui mesurait 700 m de long.
C'est Henri II Plantagenêt qui, voulant mettre en valeur et en défense les domaines que sa femme, Aliénor d'Aquitaine, lui apportait par son mariage, décida de faire construire à la fin du XIIe siècle le château de Niort et d'en faire une forteresse inexpugnable. C'était une véritable cité englobant des habitations, des jardins et une place d'arme sur laquelle il y avait la collégiale Saint-Gaudens, qui a été détruite au cours des guerres de religion. Plus tard le château servira de prison.

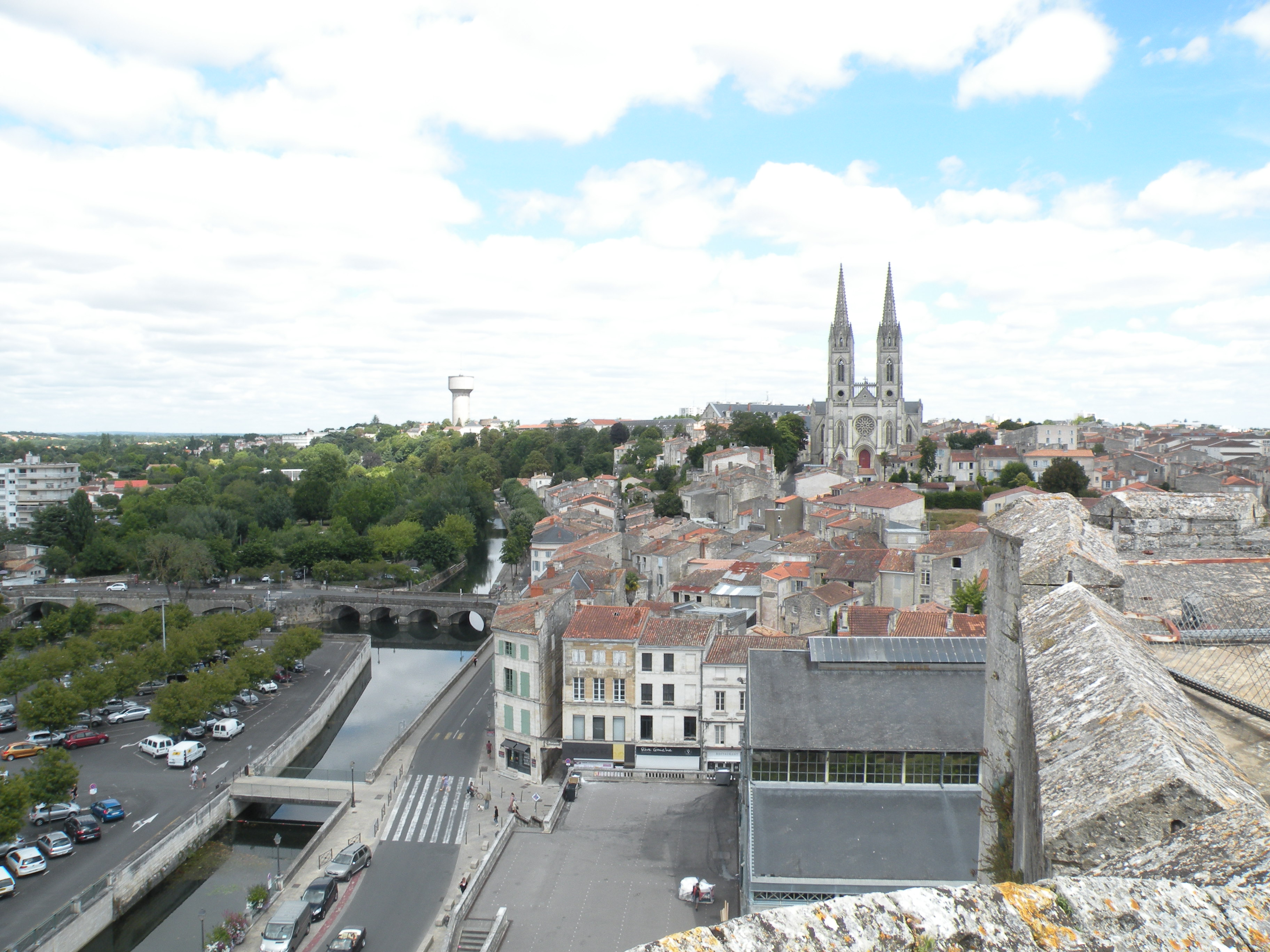
La Sèvre, les Halles, le centre ancien de Niort et l'église Saint-André.

Les deux donjons sont approximativement carrés. Le donjon sud mesure 28 mètres de hauteur, le donjon nord 23 mètres. Leur plan est semblable : une tour cylindrique pleine englobe chaque angle et un contrefort médian consolide les murs. Le donjon sud est un exemple typique de l'architecture militaire de cette époque : murs épais, contreforts, ouvertures peu nombreuses et de dimensions réduites. Il est armé sous son crénelage de mâchicoulis sur arcs (faces nord-est et sud-ouest). Le donjon nord qui s'écroulera partiellement en 1749 fut reconstruit en 1750. Il est moins haut que le donjon sud et son allure générale est un peu moins austère.
À l'origine, les deux donjons, surmontés d'une terrasse crénelée et distants de seize mètres étaient reliés entre eux par des courtines entre lesquelles s'étendait une cour intérieure pavée. Ce n'est qu'au XVe siècle, que fut élevé le corps de bâtiment central.
Le donjon est classé monument historique depuis 1840.
En 1896, le donjon trouve finalement sa vocation contemporaine : il devient un musée géré par la CAN. Depuis la terrasse on a une très belle vue sur la ville et sur la Sèvre.

#### Le pilori

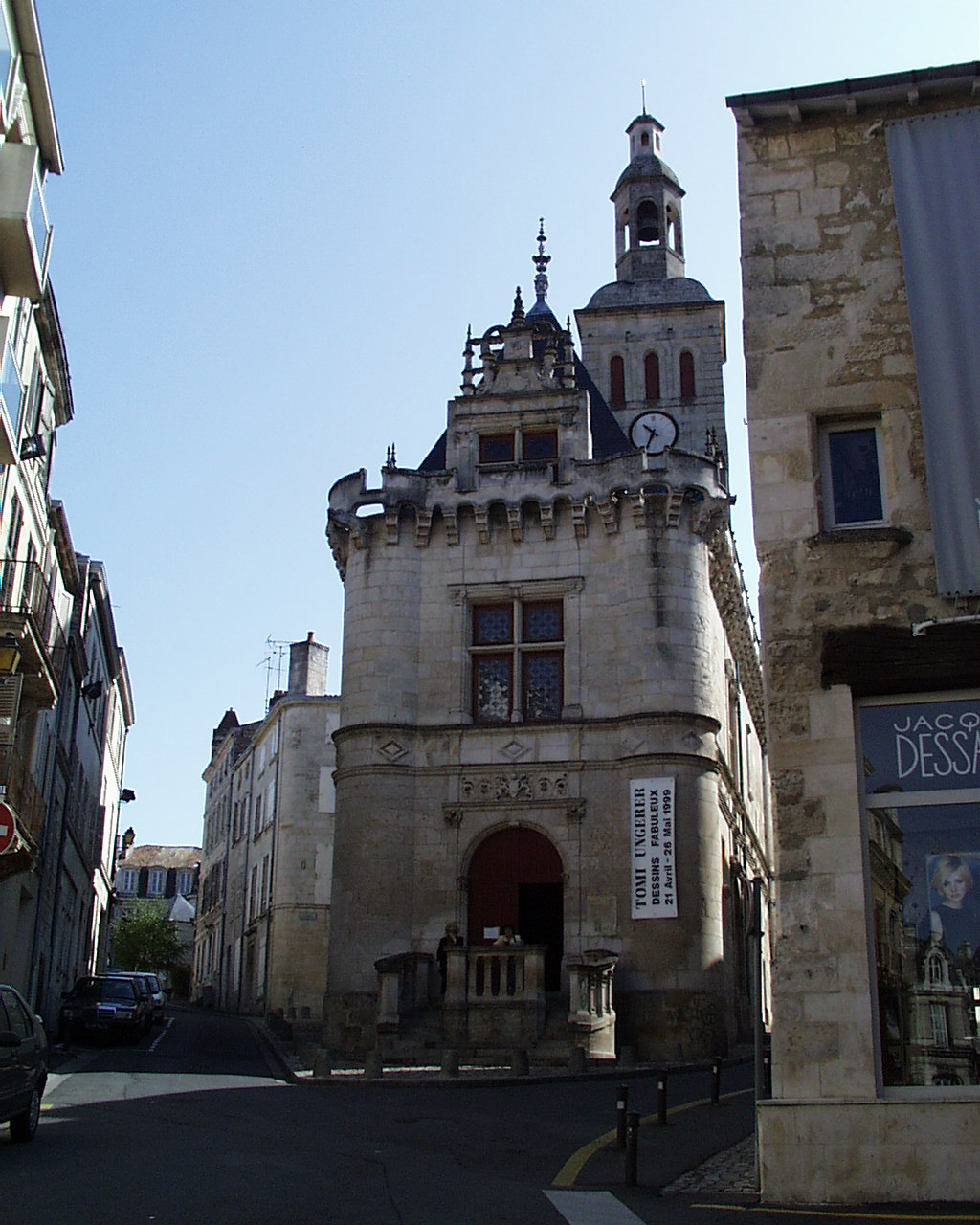
Le pilori de Niort.

Le pilori est l'ancien hôtel de ville, précieux exemple de l'architecture Renaissance, construit à l'endroit où se trouvait le pilori médiéval, il fut remanié au XVIe siècle par l'architecte Mathurin Berthomé. La partie supérieure du beffroi date du XVIIe siècle. Après avoir abrité un temps une librairie, il est aujourd'hui destiné aux expositions temporaires.
De plan trapézoïdal, l'édifice à trois niveaux présente en particulier une jolie décoration supérieure avec ses fenêtres à frontons sculptés, candélabres, créneaux et merlons soutenus par des consoles, gargouilles.
À la base du beffroi, côté rue Saint-Gelais, derrière le crénelage se trouvent les anciennes armoiries de Niort (fin XIVe siècle) avec deux sauvages cantonnant une tour.
Lors de la restauration de 1885, le décor peint de la grande salle du premier étage fut confié à Charles Lameire. On y remarque une cheminée de décor végétal peint, ainsi que les blasons des maires et échevins de Niort, sous l'Ancien Régime. Le pilori est classé monument historique. Il a abrité une librairie avant de retrouver aujourd'hui sa fonction d'espace d'expositions artistiques.

#### Édifices religieux

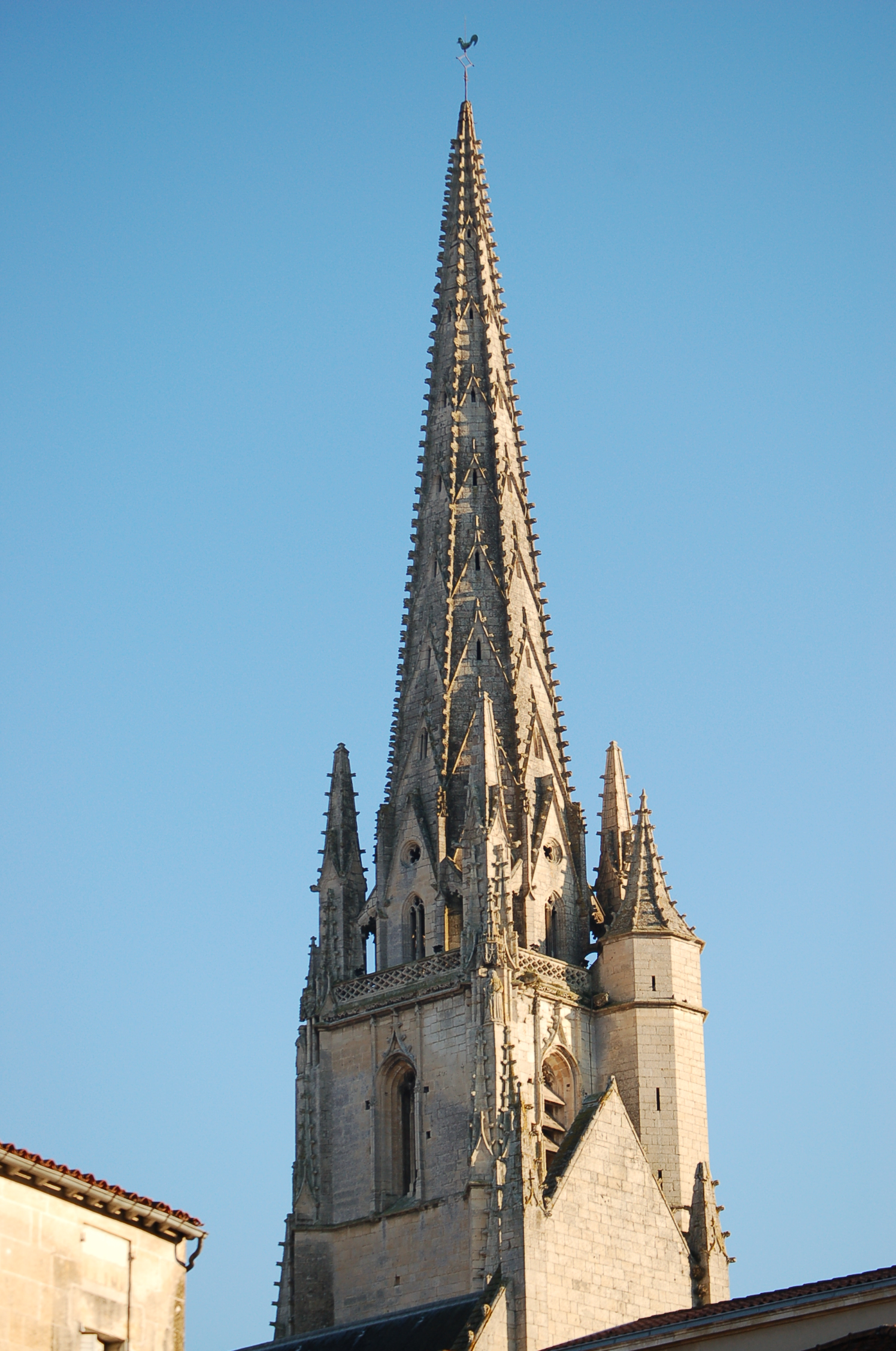
La flèche de l'église Notre-Dame

- L’église Notre-Dame, parvis Notre-Dame, de style gothique flamboyant, remonte au XIVe siècle mais doit en bonne partie son aspect actuel aux XVe et XVIe siècles. Ancienne église romane, son plan présente une nef centrale, assez large, cantonnée de deux nefs secondaires où sont ouvertes des chapelles. L'ensemble est couvert de voûtes à huit nervures selon le procédé du gothique angevin ou "Plantagenêt". Elle possède un clocher à flèche conique de 75 mètres. L'entrée principale du côté nord, s'orne d'un remarquable portail du XVIe siècle, dédié à la Vierge, où se mêlent les éléments décoratifs d'un gothique finissant et ceux de la Renaissance. L'architecte Maturin Berthomé en est l'auteur, il éleva aussi le clocher ainsi qu'une tribune intérieure, détruite, du côté sud. C'est en 1771 que le maître autel fut transféré à l'ouest et que l'on désorienta ainsi l'église. Deux portails furent alors ouverts de part et d'autre de l'important vitrail (XVIe - XVIIe siècle) éclairant la nef et dont le thème est l'Arbre de Jessé (restauré). Côté sud, on remarquera dans la première chapelle, les tombeaux de marbre (XVIIe s.) de la famille des Baudéan-Parabère[102], ainsi que l'épitaphe en cuivre de Françoise Tiraqueau[102] (XVIIe siècle). A gauche de l'autel, se trouvent des fonts baptismaux avec la cuve qui servit au baptême de Françoise d'Aubigné, future Mme de Maintenon. Plus loin deux importants tableaux peints par Lattainville (XVIIIe siècle). À l'entrée du clocher, une descente de croix de bonne facture due au pinceau de Bernard d'Agesci (1810). La chaire de style néo-gothique (1877) repose sur le sol et n'est pas scellée à un mur ou pilier Le chemin de croix, en chêne sculpté, épouse la forme circulaire des colonnes. Présence de tapisseries d'Aubusson (XVIIIe siècle). Sa flèche est la plus haute du département, s'élevant à 76 m.
- L’église Saint-André, rue Saint-André, de l'important édifice roman, il ne subsiste que quelques fragments sculptés conservés au musée. Modifié et agrandi à l'époque gothique, puis sous la Renaissance, l'édifice fut ruiné par les protestants en 1588. Après une première restauration, l'église fut reconstruite et agrandie en 1685. Elle servit de magasin de fourrages pendant les guerres de Vendée, date à laquelle fut prolongée vers la place Chanzy, la rue Saint-André, qui, traversant le cimetière paroissial qui entourait l'église, permettait l'accès direct à la caserne de cavalerie. L'édifice actuel, élevé de 1855 à 1863 par l'architecte niortais Pierre-Théophile Segretain, est considéré à juste titre comme un pastiche assez heureux d'un édifice gothique du XIIIe siècle. À l'intérieur vers le chevet, du côté sud, on peut encore voir les restes de chapelles d'époque Renaissance. À remarquer un Christ en croix, peinture du XVIIIe siècle par Lattinville, un Christ en bois du XVIIIe siècle, ainsi qu'une remarquable chaire sculptée du XVIIe siècle. Les vitraux de la fin du XIXe siècle sont également à distinguer. L'église est dans un état fort dégradé.
- L'église Saint-Étienne-du-Port de Niort, rue Gambetta, du XIXe siècle, édifice néogothique composée d'une seule nef, ainsi que d'un déambulatoire.

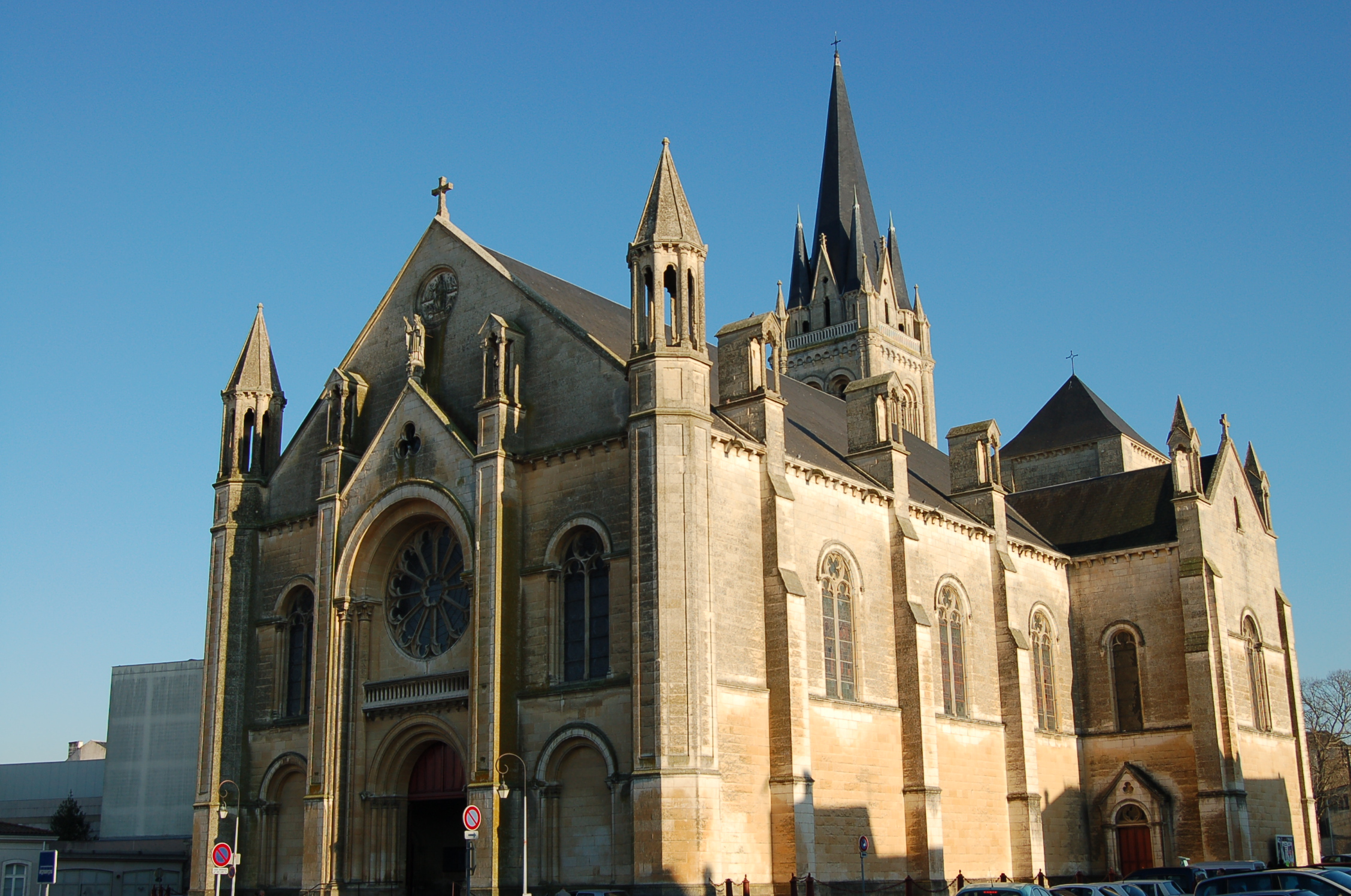
L'église Saint-Hilaire, inscrite aux Monuments historiques.

- L'église Saint-Hilaire, rue du 14 Juillet, 1862-1866, de l'architecte niortais Segretain (auteur de la gare, de l'église Saint-André, de la chapelle du collège Saint-Hilaire notamment).
- L'église Saint-Florent rue Camille Desmoulins, dont les parties les plus anciennes remontent au XIe siècle. Des bas-reliefs remontant à l'époque préromane et dont la facture naïve n'est pas sans ressemblance avec les figurations de l'époque gauloise, ont été encastrés dans les murs. L'édifice est orné d'un clocher-porche dont les deux baies abritent chacune une cloche.
- L’église Sainte-Pezenne, rue Centrale. Cette église du début du XIIe siècle est la plus ancienne de Niort, et conserve de l'époque romane un chœur de structure archaïque. Son clocher-porche roman est un type rare dans la région.
- L’église Saint-Jean-Baptiste, rue Laurent Bonnevay, église moderne en forme de hangar ressemblant à une tente.
- L’église Saint-Maixent, rue Sableau au Souché.
- L’église Saint-Pierre et Paul, rue du 8 Mai 1945.
- L’ancienne abbaye de la Roussille ou de Saint-Liguaire, propriété privée située impasse de l'Abbaye : salle capitulaire et crypte
- Le prieuré Saint-Martin, rue Roselia Rousseil, du XIIe siècle, dont la chapelle a été rénovée et à  laquelle est adjointe une école, le tout dépendant de la Fraternité de la Transfiguration de Marigny (mouvement traditionaliste)
- La chapelle du petit collège Saint-Hilaire (désaffectée), rue Basse, (architecte : Segretain, vitraux : Gouffault)[103], cet édifice est actuellement fermé. Rachetée par la ville en 2018, elle devrait devenir un lieu culturel[104].
- La chapelle du collège Fontanes, rue Paul-François-Proust
- La chapelle du Saint-Esprit (hôpital), rue Jean-Jaurès
- La chapelle (Medef), rue du Petit-Banc Ce fut la chapelle de l'Institution Notre Dame.
- L'ancienne chapelle de l'ancienne maison des petites sœurs des pauvres (résidence Angélique), rue de la Burgonce, est devenue le grand salon de la maison de retraite de la résidence l'Angélique.
- La chapelle de l'Immaculée-Conception, avenue de Paris, chapelle de la congrégation des Sœurs de l'Immaculée-Conception de Niort, fondée par le R.P. François-Donatien Pécot (1815-1883)[105]. Elles ont été absorbées par les Ursulines de Jésus en 2016.
- L'ancienne chapelle des Carmélites, 157 avenue de Strasbourg, n'est plus lieu de culte depuis leur départ de Niort en 2009, pour un nouveau couvent plus petit à Bessines, au sud de la ville. L'ancien carmel[106] (construit en 1858) est devenu une résidence haut-de-gamme de quarante-quatre appartements, livrés en 2013, et la chapelle un loft de 250 m2 sur quatre niveaux[107], tandis que l'ancien parc devrait être construit avec une résidence pour personnes âgées.
- La chapelle Notre-Dame-du-Sacré-Cœur, rue du Treillot
- Le temple protestant de Niort, de l'Église protestante unie de France, communion luthéro-réformée, place du Temple ; le premier est vendu en 1800 à la ville de Niort et l'église de l'ancien couvent des Cordeliers (XIIIe s.) fut donnée aux protestants en 1805 pour y célébrer leur culte. L'édifice gothique, fortement endommagé pendant les guerres de religion, fut restauré sous Henri IV et au XIXe siècle. La nef unique, à chevet plat, abrite une importante chaire agrémentée d'une sobre décoration de panneaux[108]
- L’église évangélique baptiste, rue de l'Herse
- L’église évangélique assemblée de Dieu, rue Thomas-Portau
- Salle du royaume des témoins de Jéhovah, rue Saint-Symphorien

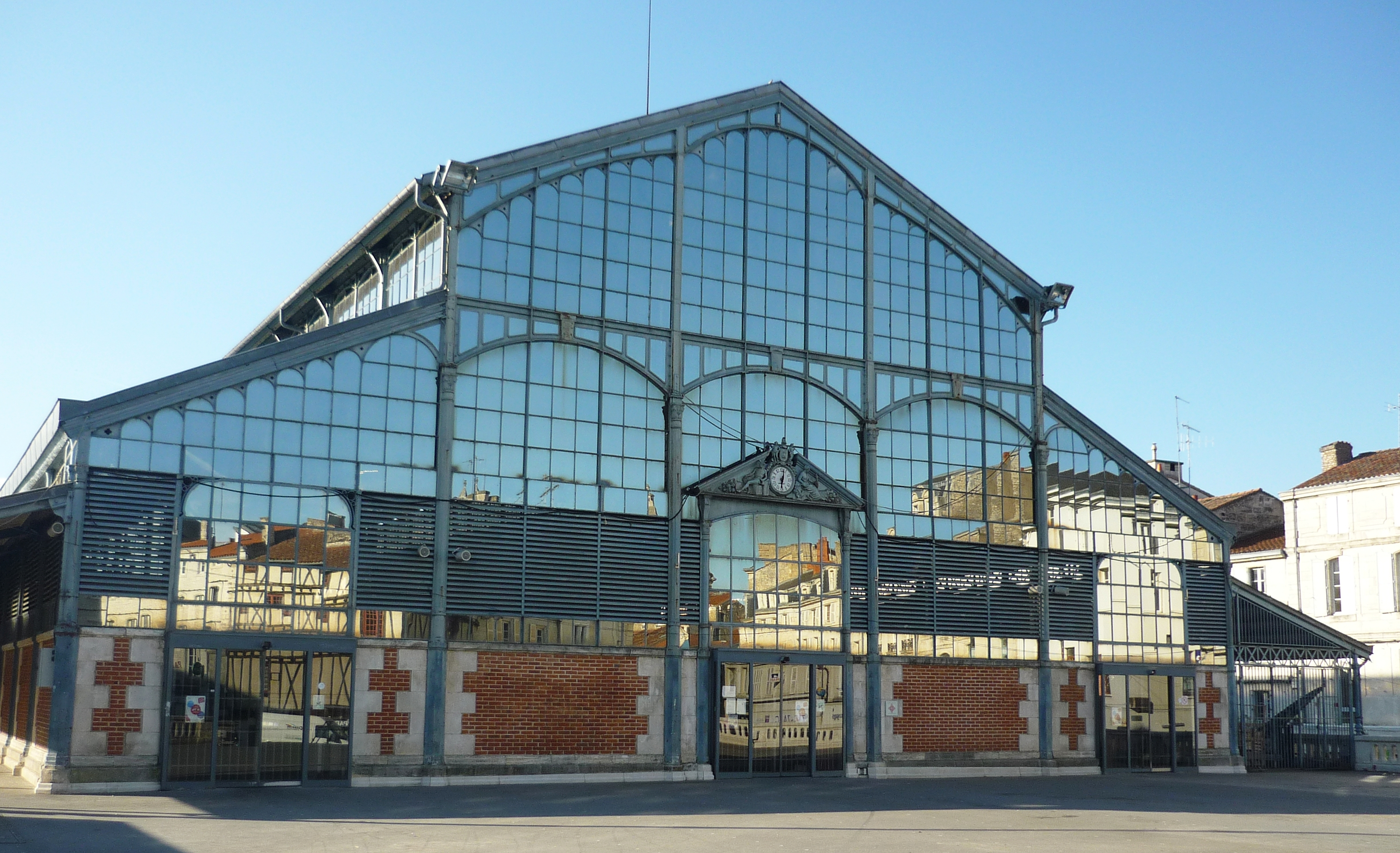
Les Halles de Niort

#### Les Halles
Les Halles, construites en 1869 par Durand, en fonte et d'acier dans le style de Baltard sont le troisième marché couvert de Niort (les halles médiévales de Niort furent considérées comme les plus vastes du royaume). Le bâtiment actuel formé d'une vaste nef centrale et de deux bas côtés a été cantonné postérieurement de deux galeries ouvertes sur la place du Donjon et la rue Brisson. Chaque façade est ornée en son centre de trois arcatures abritant une porte d'entrée. Celle-ci est surmontée d'un fronton en fonte moulée ornée des figures de Mercure, dieu du commerce et des voleurs, et des Cérès entourée des attributs de l'agriculture, fruits, légumes, etc. Exemple de la survivance antique dans une architecture moderne, l'ensemble du site des halles est inscrit à l'inventaire supplémentaire des monuments historiques. Au Moyen Âge, on les appelait « la plus belle cohue du royaume de France ».

#### Édifices militaires

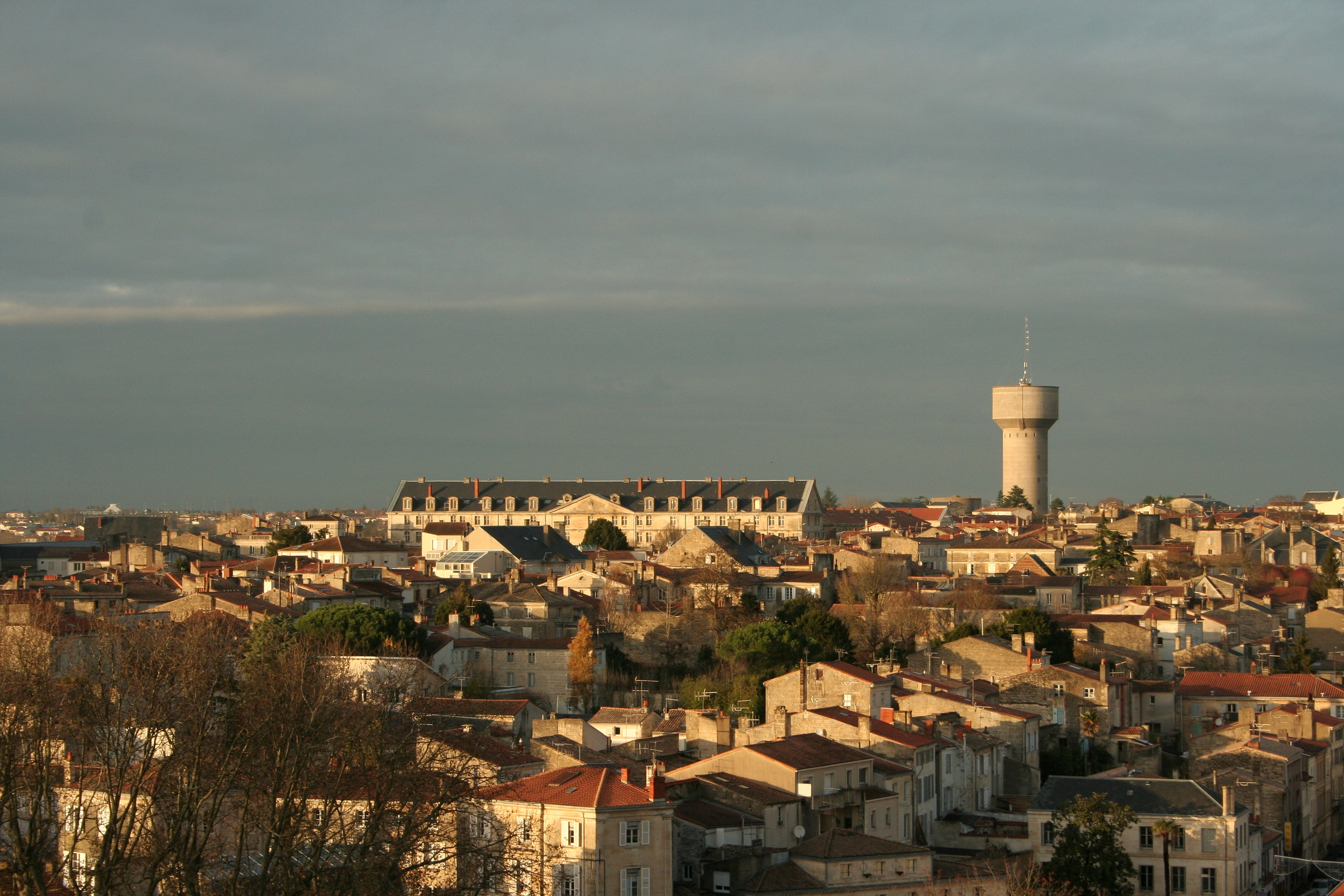
Quartier Du Guesclin.

- La caserne Du Guesclin, place Chanzy. Du nom de Bertrand du Guesclin, caserne de type Vauban dont la construction fut commencée en 1734. Elle fut ordonnée par le maire Thibault de Bouteville, sur la place du vieux marché, aussi appelée place Saint-Gelais. La caserne se composait d'un seul corps de bâtiment à trois étages pouvant abriter 720 hommes ; les chambres du rez-de-chaussée servant d'écuries. Ce plan fut agrandi successivement en 1779, 1830, et 1894. Le quartier abrite 43 régiments de cavalerie qui se succèdent pendant 160 ans (les régiments de l’Ancien Régime changeaient de garnison plusieurs fois par an). Le 7e régiment de hussards marqua la vie quotidienne des Niortais de 1892 à 1919. Les casernes abritèrent également la milice bourgeoise de Niort qui s'organisa dès 1572 et qui, en 1621, fut érigée par Louis XIII en régiment sous le titre de Régiment Royal-Niort. Le commandement de ce régiment appartenait au maire niortais qui se voyait attribuer le grade de colonel.

La caserne accueille maintenant  des salles d'enseignement louées par la communauté d'agglomération à diverses associations (partie donnant sur la place CHANZY) et par le conseil général des Deux-Sèvres.

#### Édifices civils
- Place de la Brèche, ancien lieu de foire, vaste place qui était surplombée d'un jardin public orné de statues auquel on accédait par un escalier monumental et dotée d'un parking de plus de 1 000 places. Elle a été transformée (2006-2013) pour créer un parking souterrain (530 places), un café, des kiosques, un complexe cinématographique de 12 salles (géré par le groupe CGR) et un vaste jardin public, Les jardins de la Brèche, remplaçant ainsi le parking de surface.

Le bas de la place autrefois ouvert à la circulation automobile a été transformé en esplanade avec terrasses de bars et de restaurants.
Le nom de la place provient de la « brèche » ouverte dans les remparts de la ville afin d'agrandir l'espace dévolu aux importantes foires royales.
- Le fort Foucault, situé sur un îlot au milieu de la Sèvre Niortaise, en contrebas du donjon.

Tour crénelée, vestige d'une forteresse construite au XIIe siècle en dehors des remparts, devant le château, et qui comprenait autrefois quatre tours.
Avec sa position stratégique, cet ouvrage avancé, relié au château par une passerelle dans le prolongement du pont-levis dudit château, défendait le passage de la Sèvre. C'était de ce côté que la garnison pouvait communiquer avec la campagne et entreprendre, si nécessaire, quelques sorties.
C'est à l'emplacement de cette forteresse que fut construite, en 1811, la villa de Fort Foucault, de style néo-classique.
Auguste Tolbecque (1830-1878), compositeur, violoncelliste et chef d'orchestre en devint le propriétaire en 1875. Il y installa un atelier de lutherie où il put restaurer les instruments de musique anciens qu'il collectionnait avec passion.
Propriété de la ville de Niort, le fort Foucault est actuellement une résidence d'artistes.
- La tour du télégraphe Chappe, 22 rue du Vivier sur ancien moulin à vent[109]. Située sur le terrain du service hospitalier « Les Terrasses », cette tour crénelée qui supportait le sémaphore est en assez bon état de conservation malgré une absence de restauration.

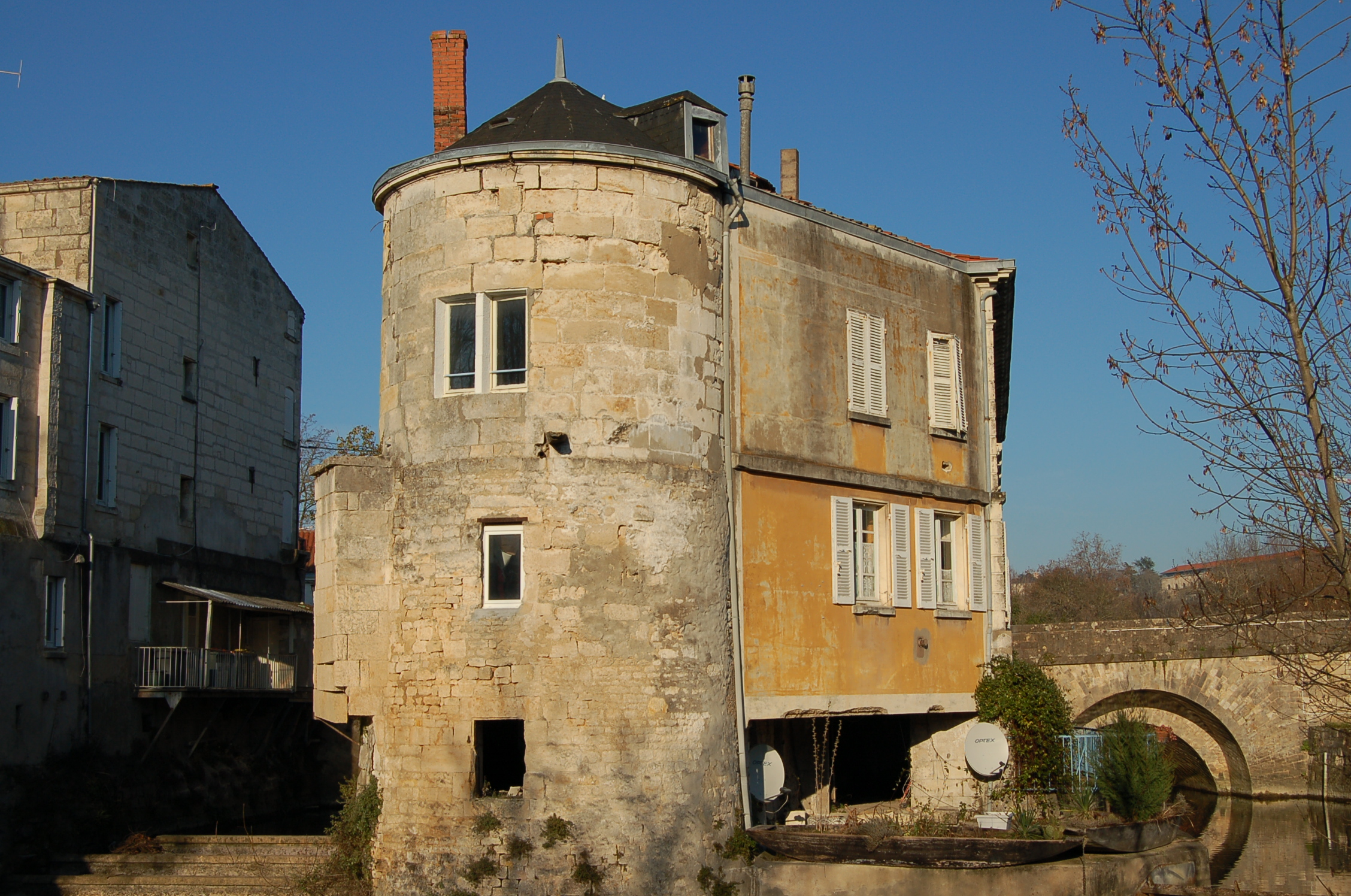
Les anciens bains juin.

- Les anciens bains juin, 28 rue Baugier. Ce très bel immeuble des premiers bains-douches niortais, construit en 1804 entre deux bras de la Sèvre Niortaise, est particulièrement remarquable par sa partie antérieure en forme de tour qui abritait les machines. L'esthétique hispanisante de sa façade serait l'œuvre d'un architecte mexicain. L'établissement de bains cessa son activité dans les années cinquante pour devenir une maison d'habitation. Un projet de transformation en hôtel a été à l'étude. (propriété privée inscrite à l'Inventaire des Monuments historiques.) Ce projet qui aurait permis de remettre en état un très bel immeuble à l'emplacement unique ne verra pas le jour. Fin 2014, le projet de réhabilitation est lancé : 8 logements (T2 et T3) seront aménagés par la Compagnie Immobilière de Restauration et le cabinet d'architecture Ixhos de Bordeaux ;
- La ferme de Chey, au lieu-dit Chey, était une métairie dépendant de l'abbaye de Saint-Liguaire. Un appui de fenêtre mouluré daterait de la fin du Moyen Âge et une porte à encadrement chanfreiné du XVIIIe siècle ;
- La prison panoptique du XIXe siècle ;
- La rue Ricard et ses dragons de bronze. Dans la principale rue commerçante de la ville se dressent deux dragons en bronze (quatre à l'origine, les deux derniers étant installés depuis 2012 rue du Temple) tout droit sortis de la Sèvre Niortaise. L’origine de ces dragons est tirée d’une légende qui raconte la victoire d’un chevalier ayant vaincu une de ces bêtes qui hantait le marais poitevin à la fin du XIIe siècle.
- Le lieu-dit La Roussille, et son écluse.

Ces quatre figures élevées au rang d’œuvre d’art continuent, comme dans la légende, à hanter la ville, mais avec une fonction plus pratique : celle de séparer l’espace piéton.
- Maisons anciennes :
  - Le Logis d'Hercule. Cette taverne du XVIe siècle est célèbre pour avoir été le lieu où se serait déclaré le premier cas de la peste au XVIIe siècle. (Propriété privée) ;
  - Au 30 rue Saint-Jean, il y a la maison dite du Gouverneur, qui date du XVe siècle. (Propriété privée) ;
  - Au no 3 de la rue Petit Saint-Jean se trouve l'hôtel d'Estissac élégante demeure Renaissance. (Propriété privée) ;
  - Au no 5 de la rue du Pont se trouve l'hôtel de Chaumont, de la fin du XVe siècle, maison natale de Françoise d'Aubigné. Prison royale depuis le milieu du XVIe siècle jusqu'au milieu du XIXe siècle. (Propriété privée) ;
  - Au no 55 de la rue Saint-Gelais, la maison de la Vierge : cette demeure à pans de bois du XVe siècle, actuellement presque en ruine, appartenait à une famille très connue. Elle tire son nom d'une statue de la Vierge située dans une niche de la façade. Une poutre en bois, dans la partie basse, lui donne un aspect encore plus remarquable. À l'intérieur, seul l'escalier est d'origine ;
  - Au no 63 de la rue Saint-Gelais, l'hôtel de la Roulière, construit en 1830 par l'architecte Pierre-Théophile Segretain pour le maire de Niort, Jean-Victor Chebrou de la Roulière ;
  - Ancien hôtel de La Marcardière, 13 rue Jean-Jacques-Rousseau. Avec des colonnes jumelles ioniques, son portail, unique vestige de l'ancien hôtel de La Marcardière, est caractéristique du XVIIIe siècle. Il donne accès à une cour où se trouve un pavillon daté de 1878 et une maison d'habitation de la seconde moitié du XIXe siècle. (Propriété privée) ;
  - 27 rue de la Juiverie, une maison ancienne et tour d'escalier de la fin du Moyen Âge et du début de la Renaissance ;
  - La villa d'Agescy dite la Maison Rose, 50bis avenue Alsace-Lorraine, d'influence toscane aux murs recouverts d'un crépi rose, elle est inscrite à l’inventaire supplémentaire des Monuments historiques.
- Le vieux cimetière ou cimetière ancien :
  - Famille d’Agesci : Bernard d’Agesci, peintre habile, y est enterré.
  - Famille Clouzot, celle du cinéaste Henri-Georges Clouzot qui n'y est pas enterré.
  - Famille Lasseron : l'architecte municipal de Niort, Georges Lasseron, y est enterré.
  - Famille Main : l'industriel niortais, Thomas-Hippolyte Main, y est enterré.
  - Famille Proust : l'ancien maire de Niort Paul-François Proust y est enterré.
  - Famille Tolbecque : Auguste Tolbecque y est enterré.
- Le cimetière naturel de Souché.

### Espaces verts
Dans son palmarès 2024, le Conseil national de villes et villages fleuris de France a attribué quatre fleurs à la commune. La commune compte 183 ha d'espaces verts publics et près de 150 ha d'espaces naturels.
- La Coulée Verte, de 15 ha, traverse la ville. C'est un périple composé de quais et de berges aménagés, de passerelles aux noms évocateurs (le pont des arts, les eaux vives…) permettant de passer d’une rive à l’autre, ou d'îlots en îlots. Aujourd'hui il est possible de relier le centre de Niort à Magné, première cité du marais poitevin[111].
- Le chemin communal du IIIe Millénaire ceinture la ville sur 53 km[111]. Ce chemin, ouvert au public en 2000, est un lieu de promenade à pied ou à vélo. Le Chemin propose neuf parcours permettant de découvrir la variété des paysages, de la faune et de la flore des alentours de Niort.
- Jardin des plantes rénovés en 2019[112], aménagé en terrasses entre le centre Du Gesclin jusqu'aux berges de la rivière de la Sèvre Niortaise. Jardin historique créé au XVIIIe siècle appelé aussi promenade Saint-Gelais[113].

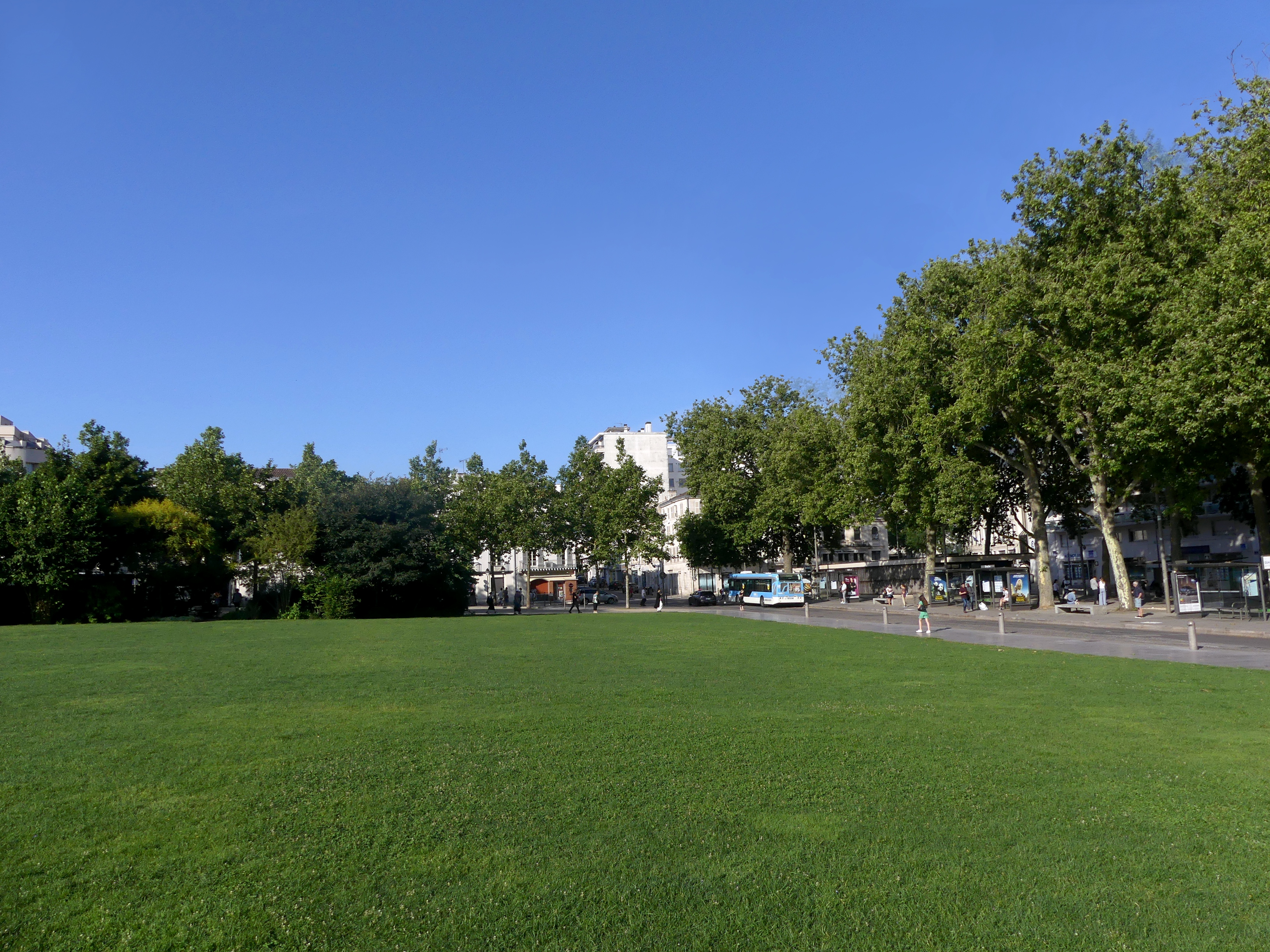
Les jardins de la Brèche.

- Jardins de la Brèche, réhabilités en 2006[114], auparavant une majorité de la surface était un parking a ciel ouvert, maintenant cet espace fait une grande place à la verdure avec une pelouse, miroir d'eau, et divers espaces de jeux.
- Parc de Pré-Leroy[115], situé sur une île entre deux bras de la Sèvre Niortaise en face du Jardin des Plantes, il regroupe une aire de jeux pour les enfants, un parcours d’orientation, un skatepark, une piscine et bâtiments sur pilotis qui accueille diverses associations. Entre juillet et aout, le site accueille les activités de Niort Plage.
- Jardin du marais mouillé[116], aménagés en 2019 sur le site de Port Boinot, ils seront inaugurés en 2020.
- Divers jardins sont aménagés avec espaces verts, tables, ou jeux pour enfants : jardins du Moulin du Roc[117], parc Camille-Richard[118], parc des Brizeaux[119], parc de la Tour-Chabot[120], parc du Grand-Feu[121], parc du bassin d'orage de Champclairot[122], allée Paul Poiraudeau[123], et le square Georges-Renon[124].
- La commune a été élue « Capitale française de la biodiversité 2012 » dans la catégorie des villes moyennes (3e édition dont le thème était « Biodiversité et citoyenneté »), pour son travail en faveur d'une Trame verte et bleue, (Lille étant Capitale des villes de plus de 100 000 habitants). Ce prix est décerné par Natureparif, agence régionale pour la nature et la biodiversité[111].
- Depuis 2019 un guide et une charte « Jardin au Naturel » sont mis en place[125] pour aider les habitants à se passer de pesticides et savoir quelles pratiques adopter. Des ateliers sont mis en place pour la sensibilisation au respect de l’environnement[126] à destination de tout public ou des écoles.
- Une trentaine d'aires de jeux sont installées sur la commune[127].

### Établissements culturels
Niort fait partie du réseau Ville et Métiers d'Art.
Les autres établissements culturels localisés dans la ville sont :
- la scène nationale Le Moulin du Roc, avec son cinéma Art et Essai[128] ;
- la médiathèque Pierre Moinot située dans le même bâtiment que le Moulin du Roc, à proximité de la Sèvre niortaise, est actuellement au cœur d'un chantier d'agrandissement et de rénovation[129] ;
- cinq bibliothèques de quartier, bibliobus et ludothèque[130] ;
- le Camji, scène de musiques actuelles[131] ;
- le musée Bernard-d'Agesci, avec notamment une salle consacrée au sculpteur Pierre-Marie Poisson, ainsi qu’une histoire de l'enseignement et une exceptionnelle collection d'histoire naturelle sur la faune régionale[132] ;
- le musée du Donjon[133] ;
- le Pilori, expositions temporaires[134] ;
- l'Acclameur (salle de spectacle ouverte en 2012, pouvant contenir 3 500 spectateurs)[135] ;
- Aux Usines Boinot, le Centre national des arts de la rue (CNAR) installé dans les anciennes usines Boinot entre 2011 et 2015 (déménagement à La Rochelle en 2016[136] : le site des Usines Boinot est réhabilité en 2019[137]) ;
- le centre d'Art contemporain photographique installé dans la Villa Pérochon de l'avenue de Limoges[138] ;
- le conservatoire danse et musique Auguste-Tolbecque (Centre Du Guesclin) ;
- l'école d'arts plastiques (Centre Du Guesclin) ;
- le Patronage laïque où se déroulent des matchs d'improvisation par Aline et Compagnie ;
- le théâtre Jean Richard, salle de trois cents places assises. École de théâtre les ateliers du Baluchon gestionnaire du lieu.

Les musées de la ville de Niort ont été récompensés en 1990 pour leur action en faveur des non-voyants. Ils ont été regroupés dans l'ancien lycée de jeunes filles Jean-Macé (avenue de Limoges) sous le nom de musée Bernard-d'Agesci ouvert au public depuis 2006.

### Cinémas
- Le Moulin du Roc : cinéma Art et Essai composé de deux salles et inauguré en septembre 1986, au sein du Centre d'Action Culturelle ;
- Méga CGR : composé de douze salles et inauguré le 18 décembre 2007, il remplace les deux anciens cinémas CGR Rex et CGR Donjon. Il est situé en centre-ville, en haut de la Place de la Brèche.

### Spécialités culinaires locales
L’angélique est une plante, de la famille des apiacées (anciennement ombellifères), cultivée comme plante condimentaire et médicinale pour ses pétioles, tiges et graines très aromatiques et stimulantes et pour sa racine utilisée en phytothérapie. Des religieuses de la ville de Niort, au XVIIIe siècle, auraient eu l'idée de confire l'angélique et de donner à cette plante aux vertus réputées médicinales la renommée d'une friandise.
Herbe à liqueur, l'angélique , seule ou associée à d'autres espèces aromatiques, donne son parfum à nombre de ratafias, d'élixirs, de crèmes ainsi qu'à des liqueurs. Elle est la composante principale de la liqueur d'angélique de Niort.
Des générations de maraîchers niortais avaient sélectionné la plante en vue de la confiserie. Il lui faut une terre fertile, toujours fraîche mais ensoleillée et des façons culturales attentives.
Aujourd'hui, Niort maintient la tradition et la recette de l'angélique confite (comme confiserie) demeure un secret de fabrication. Toutefois, l'urbanisation a éloigné cette culture délicate, en périphérie de la commune à Magné et Chanteloup où elle reste cultivée, même si elle est vendue à Niort.

### Locutions
- « Aller à Niort. Prendre le chemin de Niort. Battre à Niort » sont des locutions qui signifient « nier, démentir, mentir »[141].

### Personnalités liées à la commune

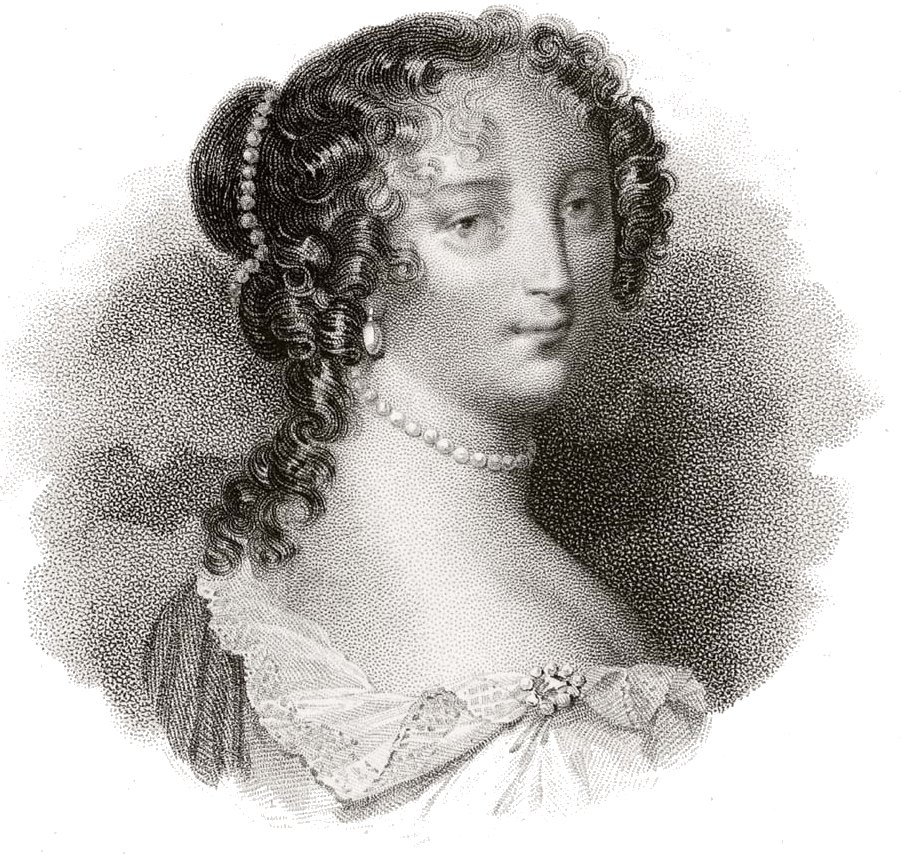
Françoise d'Aubigné, marquise de Maintenon.

Antonin Proust, portrait par Édouard Manet (1877), Musée Pouchkine, Moscou.

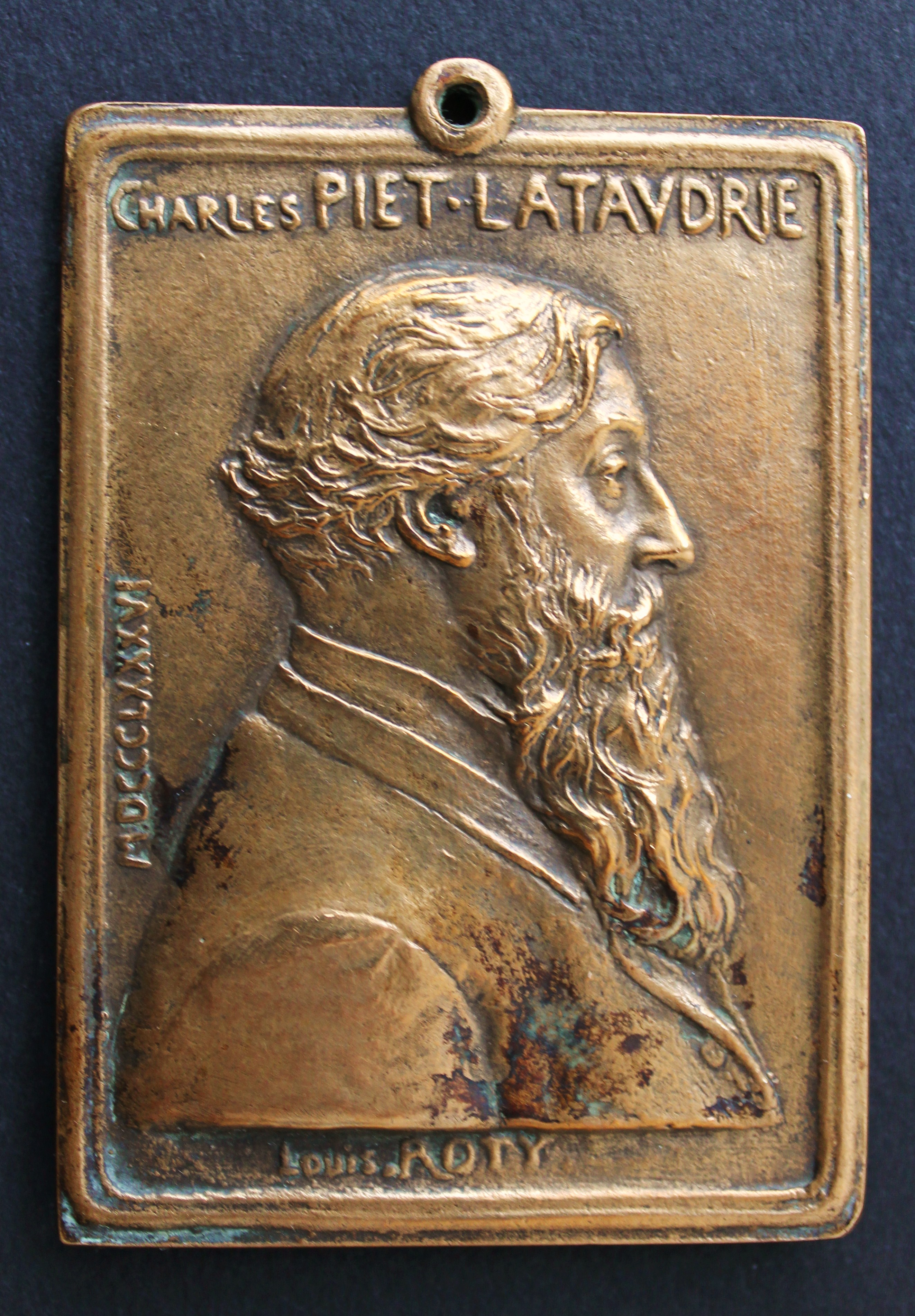
Médaille de Charles Piet Lataudrie par Oscar Roty.

- Louis XI de France (1461-1483), Roi de France, fit de Niort son quartier général durant la Praguerie en 1440. Il accorda à la ville de nombreux privilèges.
- Jean Moussat, mort en 1626, imprimeur de Théodore Agrippa d'Aubigné, établi à Niort dès 1614[142].
- Madame de Maintenon, née Françoise d'Aubigné (1635-1719) : favorite, puis épouse morganatique en 1683 du roi Louis XIV, née à Niort et morte à Saint-Cyr-l'École.
- Charles-Blaise-Félix Filleau (1739-1790), homme politique né à Niort, député du tiers aux États généraux de 1789.
- André Gigaux (1753-1817), général des armées de la République né à Saint-Liguaire, commune fusionnée à Niort.
- Jacques de Liniers (1753-1810), militaire né à Niort, qui sert dans la cavalerie française puis dans la marine espagnole, vice-roi de la vice-royauté du Río de la Plata (1807-1809), connu également sous le nom de Santiago de Liniers y Bremond. Il est mort à Cabeza de Tigre en Argentine, fusillé par les révolutionnaires. Vainqueur des Britanniques lors des invasions en 1806 et 1807, il reste un des personnages les plus célèbres de l'histoire de l'Argentine et de l'Uruguay.
- Bernard d'Agesci (1757-1828), peintre néoclassique de compositions religieuses, de scènes mythologiques et de portraits, né à Niort. Le nouveau Musée de Niort porte son nom.
- Louis François Jean Chabot (1757-1837), général des armées de la République et de l'Empire, né à Niort.
- Jean-Pierre Louis de Fontanes (1757-1821), écrivain, président du Sénat conservateur sous l’Empire, grand maître de l'université de 1808 à 1817. Il réorganisa entièrement le système scolaire français, depuis les classes primaires jusqu'à l'université. Comte d’Empire, il est fait marquis par Louis XVIII. Il est né à Niort et est mort à Paris.
- Pierre-Fridolin Piet-Berton de Chambelle (1757-1819), militaire, administrateur et homme de lettres français, né à Niort.
- Le baron Dupin (1767-1828), premier préfet des Deux-Sèvres, a fait œuvre de réconciliation dans une région marquée par les guerres de Vendée. Une rue du centre-ville lui rend hommage.
- Joseph Fouché (1759-1820), ministre de la police sous le directoire, le consulat et l'empire, a été professeur de physique à Niort[143].
- Pierre Édouard Charrier (1820-1895), sculpteur né à Niort.
- Achille-Félix Montaubry (1826-1898), musicien et chanteur ténor, puis directeur de théâtre, né à Niort et mort à Angers.
- Antonin Proust (1832-1905), homme politique et journaliste français. Député républicain des Deux-Sèvres, secrétaire de Léon Gambetta, qui le fait ministre des Beaux-Arts. Il fonde l'École du Louvre en 1882. Né à Niort et mort à Paris.
- Jules Thiessé (1833-1912), homme politique, député de Seine-Maritime de 1876 à 1889.
- Charles Piet-Lataudrie (1837-1909), grand collectionneur d'art et mécène. Il légua au musée de Niort une grande partie de sa collection[144]. Né à Niort et mort à Paris.
- Jean-Baptiste Maillochaud (1840-1928), organiste et compositeur, y fut organiste autour des années 1920.
- Victor Largeau (1842-1897), explorateur et administrateur colonial français né à Magné et mort à Niort. Il est le père de Victor Emmanuel Largeau, militaire français.
- Édouard Bourciez (1854-1946), romaniste et linguiste de langue gasconne, né à Niort.
- Gaston Barré (1864-1944), industriel, fabricant et réparateur de vélos, pionnier de l'automobile, dont le lycée professionnel spécialiste en carrosserie porte le nom[145].
- Abel Tarride (1865-1951), acteur français
- Gaston Chérau (1872-1937), journaliste et écrivain français, né à Niort.
- Adolphe Grimault (1874-1953), artiste peintre, né et mort à Niort.
- Louis Tardy (1875-1961), ingénieur agronome et banquier français, fut élève au lycée Fontanes de Niort[146].
- Pierre-Marie Poisson (1876-1953), sculpteur français, né à Niort et mort à Paris. Auteur entre autres du monument aux morts du Havre, des porte-lumières du Collège de France, de la fontaine de Dreux, de la Foi et l'Espérance de l'église Saint-Nicolas-du-Chardonnet, du grand ensemble placé au bas du château d'eau du palais de Chaillot, des bas-reliefs de la salle à manger du paquebot Normandie[147]
- Maurice Le Blond (1877-1944), journaliste, écrivain français, gendre d'Émile Zola, fondateur du naturisme (mouvement littéraire) avec Saint-Georges de Bouhélier, né à Niort et mort à Paris en 1944.
- Léonce Perret (1880-1935), comédien, metteur en scène de théâtre, acteur, scénariste, réalisateur et producteur de cinéma, né à Niort et mort à Paris.
- Ernest Pérochon (1885-1942), instituteur et écrivain français, lauréat du prix Goncourt en 1920 pour Nêne, né à Courlay, a vécu et est mort à Niort.
- Jacques Mercier (1888-1915), élève au lycée Fontanes. Son nom est inscrit au Panthéon parmi les 560 écrivains morts au combat pendant la Première Guerre mondiale et sur le monument aux morts de Niort.
- Yvon Coudé du Foresto (1897-1980), homme politique français. Sénateur (CNI) des Deux-Sèvres, sous-secrétaire d'État à l'agriculture, secrétaire d'État au ravitaillement et aux affaires économiques, mort à Niort.
- Raymond Besse (1899-1969), artiste-peintre français, né à Niort.
- Raymond Cartier (1904-1975), journaliste et écrivain français. Chroniqueur à Paris-Match (1949), puis codirecteur général (1968), né à Niort et mort à Paris en 1975.
- Hélène Besnard-Giraudias (1906-2003), auteur et peintre.
- Henri-Georges Clouzot (1907-1977), réalisateur, scénariste, dialoguiste et producteur de cinéma français, né à Niort et mort à Paris.
- Delphin Debenest (1907-1997), gendre d'Ernest Pérochon, avocat, résistant, haut-magistrat, a passé une partie de sa carrière à Niort. Il fut avocat général au Procès de Nuremberg.
- Jean Panzani, né Giovanni Ubaldo Panzani, (1911-2003), industriel français, fondateur de l'entreprise de pâtes alimentaires Panzani, a vécu à Niort.
- Roger Chatelain (1913-1997), homme politique français, député des Deux-Sèvres (Parti radical) né à Niort.
- Noël Castelain (1917-1943), pilote du Normandie-Niémen, Compagnon de la Libération[148], Mort pour la France le 16 juillet 1943 à Orel[149].
- René Gaillard (1918-1985), homme politique français né à Mougon (Deux-Sèvres), mort à Niort.
- Jean François Henri Richard, plus connu sous le nom de Jean Richard, célèbre interprète du Commissaire Maigret de Georges Simenon et directeur de cirques français né le 18 avril 1921 à Bessines près de Niort (Deux-Sèvres) et mort à Senlis, le 12 décembre 2001.
- Madeleine Biardeau (1922-2010), universitaire, indianiste, née à Niort.
- Claude Geffré (1926-2017), théologien dominicain, professeur des universités, écrivain et conférencier français, né à Niort et mort à Paris.
- Alain Métayer (1926-2010), sculpteur né à Amuré, fut élève au lycée Fontanes. Il obtint le premier grand prix de Rome de sculpture en 1953 alors que ses parents habitaient Niort. Pour la ville en 1977, il réalisa une sculpture bas-relief en inox et mosaïque représentant des armoiries.
- Jacques Jarry (1929-2023), archéologue et épigraphe, né à Niort.
- Roland Mihaïl (1952-2013), journaliste français, présentateur d'une émission dominicale sur France Inter et collaborateur au magazine Capital, né à Niort et mort à Paris.
- Patrick Roy, (1952-1993), animateur de jeux sur TF1 (le Juste Prix, Une Famille en or, Succès fous) et à la radio sur RMC, né à Niort et mort à Villejuif.
- Ségolène Royal (1953-), femme politique française, candidate à la mairie de Niort en 1995 (PS), et à l'élection présidentielle de 2007, élue député de la deuxième circonscription des Deux-Sèvres (Saint-Maixent-l'École) et à Melle, puis présidente de la région Poitou-Charentes en 2004.
- Richard Texier (1955-), peintre, sculpteur, graveur français travaillant et/ou exposant successivement à New York, Moscou, Tokyo, Taipei, Hyères à la villa Noailles, Amsterdam, Paris, Madrid et Shanghai, né à Niort.
- Michel Royer (1957-), réalisateur et scénariste originaire de Niort.
- Odile Michel (1959-), actrice française exerçant dans le milieu du spectacle vivant, née à Niort.
- Nicolas Bourriaud (1965-), critique d'art, né à Niort.
- Pierre Renverseau (1968-), acteur et réalisateur.
- Vincent Poussard, né le 15 mars 1968 à Niort, ancien cuisinier de François Mitterrand, jusqu'à ses 14 ans a vécu à Melle, a été le propriétaire et cuisinier du restaurant L'Oiseau Bleu à Bordeaux, professeur au lycée hôtelière de Talence et formateur à l'école de cuisine Quai des Saveurs[150].
- Fabrice Burgaud (1971-), magistrat français, qui a instruit l'affaire judiciaire dite d'Outreau (2001) né à Niort.
- Julien Richard-Thomson (1972-), cinéaste français, réalisateur et producteur, né à Niort.
- Mathias Énard (1972-), écrivain français, prix Goncourt 2015 pour son roman Boussole, né à Niort.
- Christelle Familiari (1972-), plasticienne contemporaine, née à Niort.
- David Morillon (1972-), pilote de moto français, né à Niort.
- Pierre-Henry Brandet (1974 ?-), ancien journaliste sportif à France Télévisions et porte-parole du ministère de l’Intérieur, originaire de Niort.
- Géraldine Laurent (1975-), saxophoniste alto de jazz française, née à Niort.
- Damien Bridonneau (1975-), footballeur français, formé aux Chamois niortais, qui a effectué toute sa carrière professionnelle en Ligue 2, né à Niort.
- Mathieu Touzot (1978-), chansonnier (français et poitevin saintongeais), compositeur, guitariste classique, poète et auteur d'écrits consacrés à la musique, né à Niort.
- Isabelle Druet (1979-), comédienne et mezzo-soprano française, née à Niort.
- Nicolas Crosbie (1980-), coureur cycliste né à Niort.
- Catherine Meurisse (1980-), illustratrice, dessinatrice de presse, scénariste et dessinatrice de bandes dessinées, née à Niort.
- Olivier Pain (1981-), pilote de rallye-raid et de motocross français, né à Niort.
- Mathieu Claude (1983-), coureur cycliste né à Niort.
- Aurélien Taché (1984-), homme politique français, né à Niort.
- Benzaie (1987), vidéaste et acteur français, né à Niort.
- Étienne Capoue (1988-), footballeur international français, né à Niort.
- Rima Hassan (1992-), politicienne et juriste franco-palestinienne,a vécu à Niort.
- Colours in the Street (depuis 2009), groupe de musique pop-rock français dont les deux membres fondateurs Alexandre Poussard et Alexis Rimbault sont originaires de Niort.

### Héraldique
Le premier sceau connu de la ville date de 1453 : à cette date, l’ancien sceau, qui datait de 1199, est envoyé à Paris où il est fondu et gravé de nouveau, avec un donjon, et le maire à cheval sur le contre-sceau. Édouard Bouyé situe la première apparition des armes de la ville de Niort à la fin du XIVe siècle, sculptées sur la façade de l’hôtel de ville.
Il est d’azur semé de fleurs de lys d'or, à une tour d’argent sommée d'une autre tour du même brochant sur le tout, maçonnée et ajourée de sable, posée sur une rivière aussi d’argent mouvant de la pointe.
Ornements extérieurs.
L'écu est timbré d'un heaume d'argent rehaussé d'or, taré de face, grilleté de sept pièces, retenant par un bourrelet des lambrequins aux couleurs de France, cimé de 3 plumes d'autruche d'argent. Il est tenu par deux sauvages regardant d’argent, leurs cheveux et leur ceinture de feuillage d’or, tenant chacun une massue du même, celui de dextre en pal le long de son flanc dextre, le bras senestre reposant plié sur l'écu, celui de senestre la massue sur l'épaule senestre brochant sur les lambrequins, le bras dextre reposant plié sur l'écu. Le tout posé sur des rinceaux d'or et d'argent aux retroussis d'azur.
Sur l'origine du semé de fleurs de lis, les historiens donnent des avis différents. Ce semé de lis serait celui que portait en parti de ses armes, Jean duc de Berry, comte de Poitiers, frère du roi Charles V Plus tardivement en 1372, les bourgeois de Niort qui aidèrent du Guesclin à chasser l'étranger de ses murs, auraient reçu cette concession royale, et firent sculpter ce blason sur le beffroi de l'hôtel de ville en 1393. Le 20 octobre 1813, Napoléon donnait à la ville de Niort de nouvelles armoiries qui devenaient : « D'azur à la tour d'argent flanquée de deux gants d'or ; au franc quartier des villes de seconde classe qui est à dextre d'azur à un N d'or, surmonté d'une étoile rayonnante du même ».
La tour donjonnée rappelle les deux tours carrées du château que fit reconstruire en 1158 Henri II de Plantagenêt roi d’Angleterre ; selon Édouard Bouyé, il ne cherche pas à représenter fidèlement un monument existant réellement, mais est un symbole de la puissance de la ville, militaire au premier chef (fortifications et milice communale), mais aussi puissance économique qui finance cette puissance militaire. La verticalité et la hauteur de la tour distinguent la ville de la campagne environnante et sont l’objet de la fierté des habitants. Aliénor d'Aquitaine, première épouse de Louis VII apporta Niort au roi d’Angleterre avec le reste du Poitou. Dans ces tours ce prince fit enfermer sa femme Aliénor d'Aquitaine après la révolte de son fils Jean sans Terre et Richard Cœur de Lion.
En pointe les ondes évoquent la Sèvre Niortaise coulant au pied du château. L'écu est timbré d'un heaume de chevalerie pour rappeler que le maire de Niort et les échevins recevaient la noblesse héréditaire. Les deux sauvages seraient en souvenir de l'intérêt que le duc de Berry leur portait, et qui utilisait fréquemment ce déguisement dans les bals parés, qui furent en renom au début du Moyen Âge et dont l'un fut en 1393 le bal des ardents. À l'époque de la découverte du Canada, ces sauvages furent remplacés par des Indiens Iroquois, mais les municipalités abandonnèrent cette évocation qu’elles jugeaient peu courtoise pour les Canadiens et reprirent comme tenants les deux sauvages.